# Specie di Baccharis
Elenco delle 431 specie di  Baccharis:

## A
- Baccharis acutata (Alain) Borhidi
- Baccharis alaternoides Kunth
- Baccharis albida Hook. & Arn.
- Baccharis albolanosa A.S.Oliveira & Deble
- Baccharis aliena Spreng.) Joch.Müll.
- Baccharis alleluia A.S.Oliveira & Deble
- Baccharis alnifolia Meyen & Walp.
- Baccharis alpestris Gardner
- Baccharis alpina Kunth
- Baccharis altimontana G.Heiden, Baumgratz & R.Esteves
- Baccharis amambayensis Zardini & Soria
- Baccharis anabelae (Deble) G.Heiden
- Baccharis angusticeps Dusén ex Malme
- Baccharis angustifolia Michx.
- Baccharis anomala DC.
- Baccharis antioquensis Killip & Cuatrec.
- Baccharis aphylla DC.
- Baccharis apicifoliosa A.A.Schneid. & Boldrini
- Baccharis aracatubensis Malag. & Hatschb. ex G.M.Barroso
- Baccharis arbutifolia Vahl
- Baccharis arenaria Baker
- Baccharis aretioides Turcz.
- Baccharis artemisioides Hook. & Arn.
- Baccharis articulata Pers.
- Baccharis auriculigera Hieron.
- Baccharis axillaris DC.
- Baccharis ayacuchensis Cuatrec.

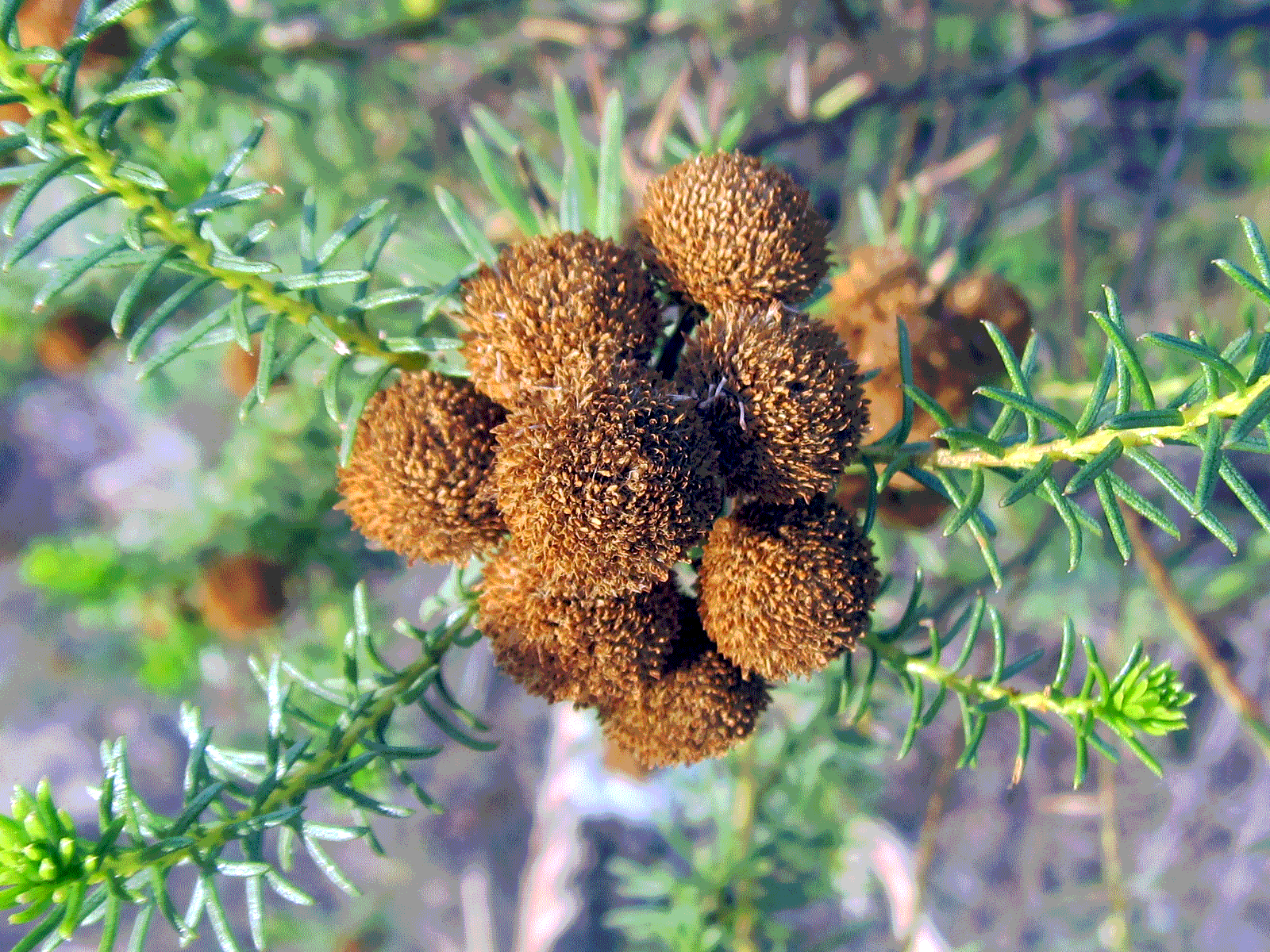
Baccharis aliena
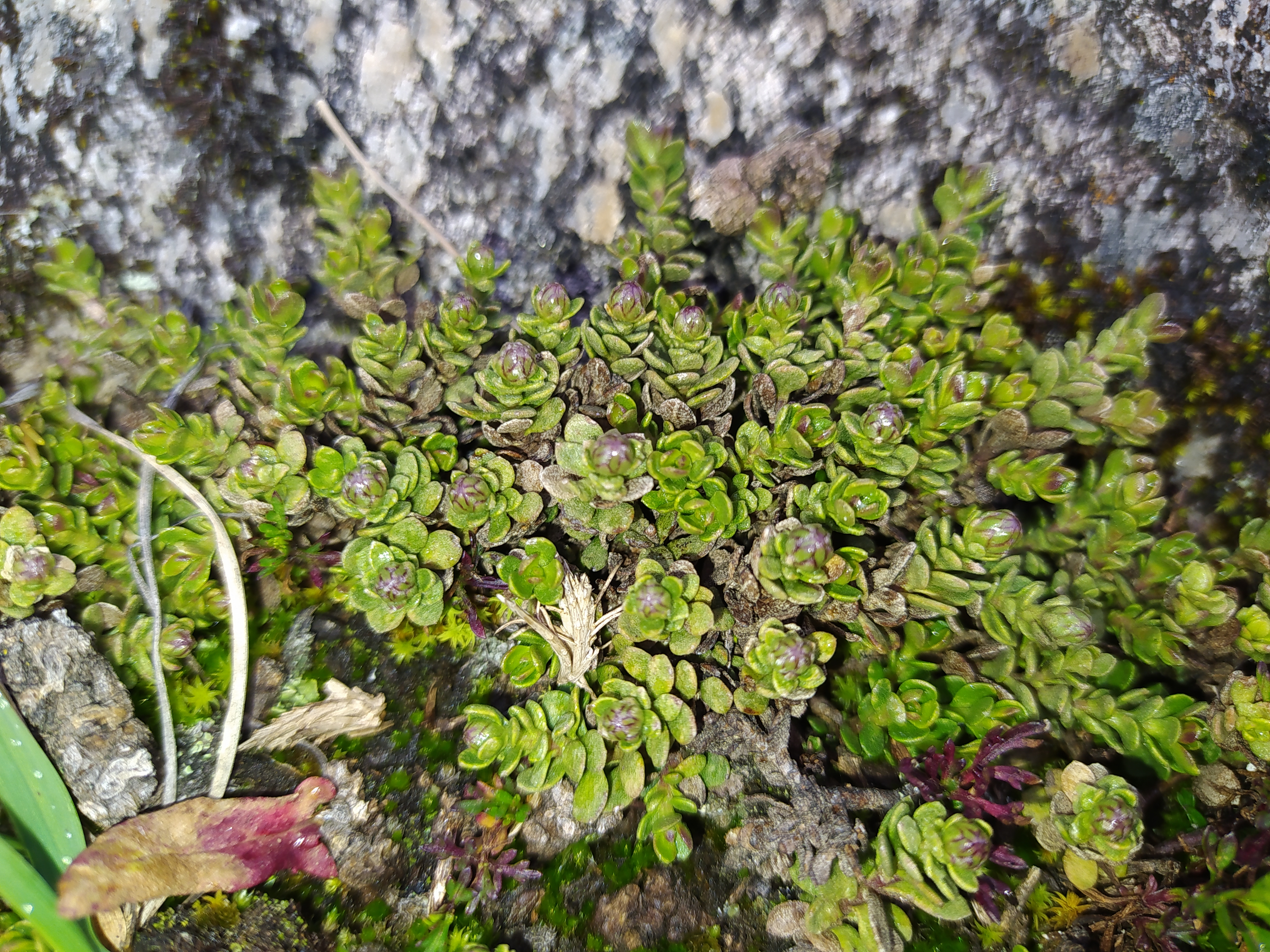
Baccharis alpina
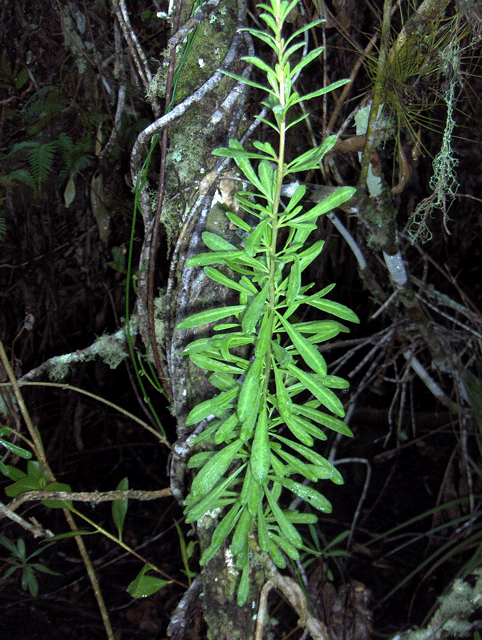
Baccharis angustifolia
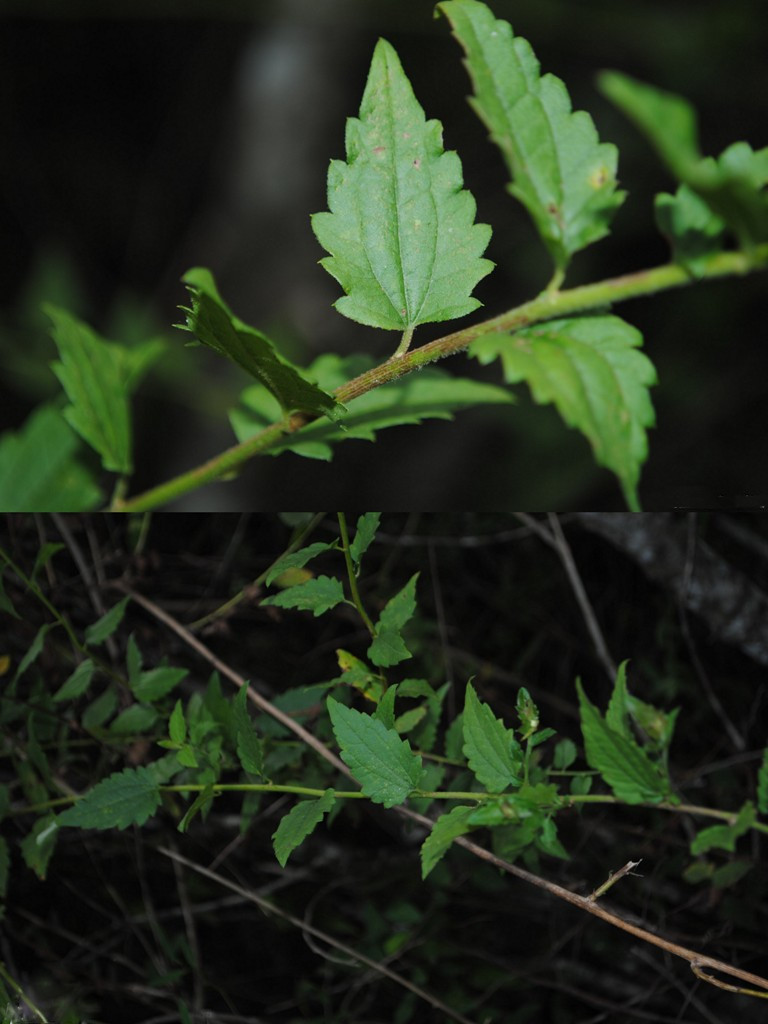
Baccharis anomala
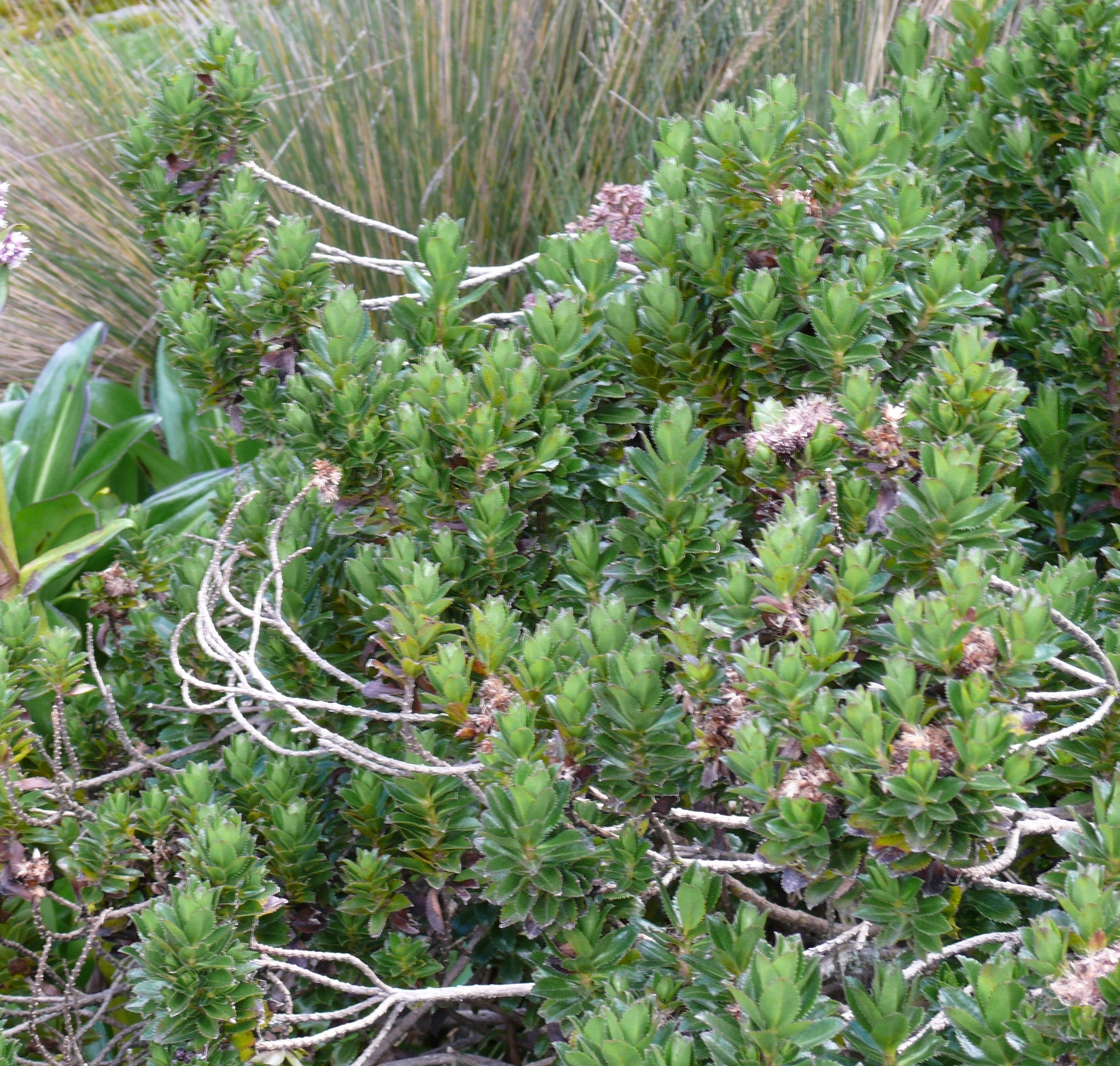
Baccharis arbutifolia
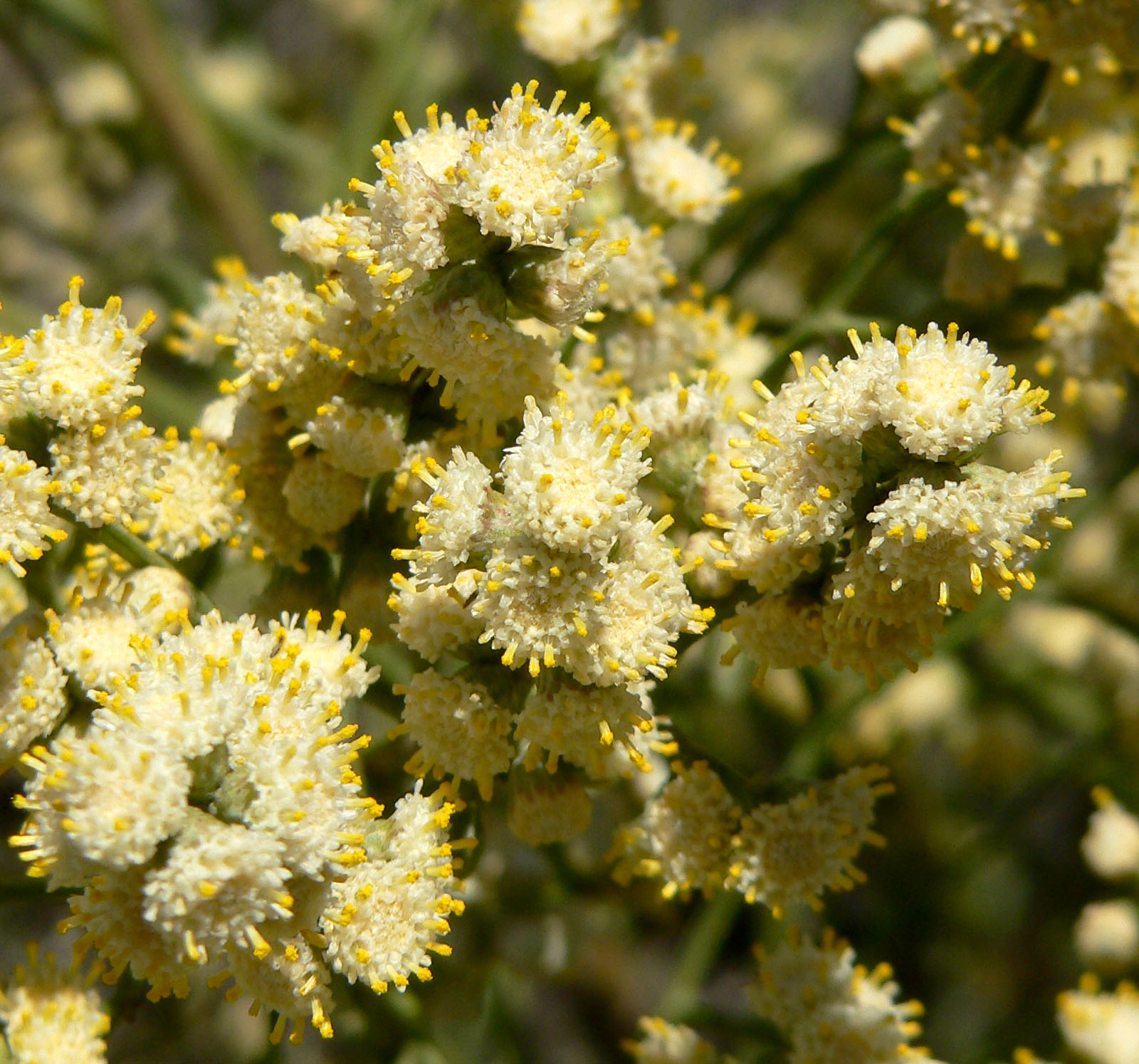
Baccharis articulata

## B
- Baccharis barragensis Cuatrec.
- Baccharis beckii Joch.Müll.
- Baccharis bicolor (Joch.Müll.) G.Heiden
- Baccharis bifrons Baker
- Baccharis bigelovii A.Gray
- Baccharis bogotensis Kunth
- Baccharis boliviensis (Wedd.) Cabrera
- Baccharis boyacensis Cuatrec.
- Baccharis brachyphylla A.Gray
- Baccharis brachystachys (Baker) Malag. & J.Vidal
- Baccharis brevifolia DC.
- Baccharis brevipappa (McVaugh) G.L.Nesom
- Baccharis breviseta DC.
- Baccharis buchtienii H.Rob.
- Baccharis burchellii Baker
- Baccharis buxifolia Pers.

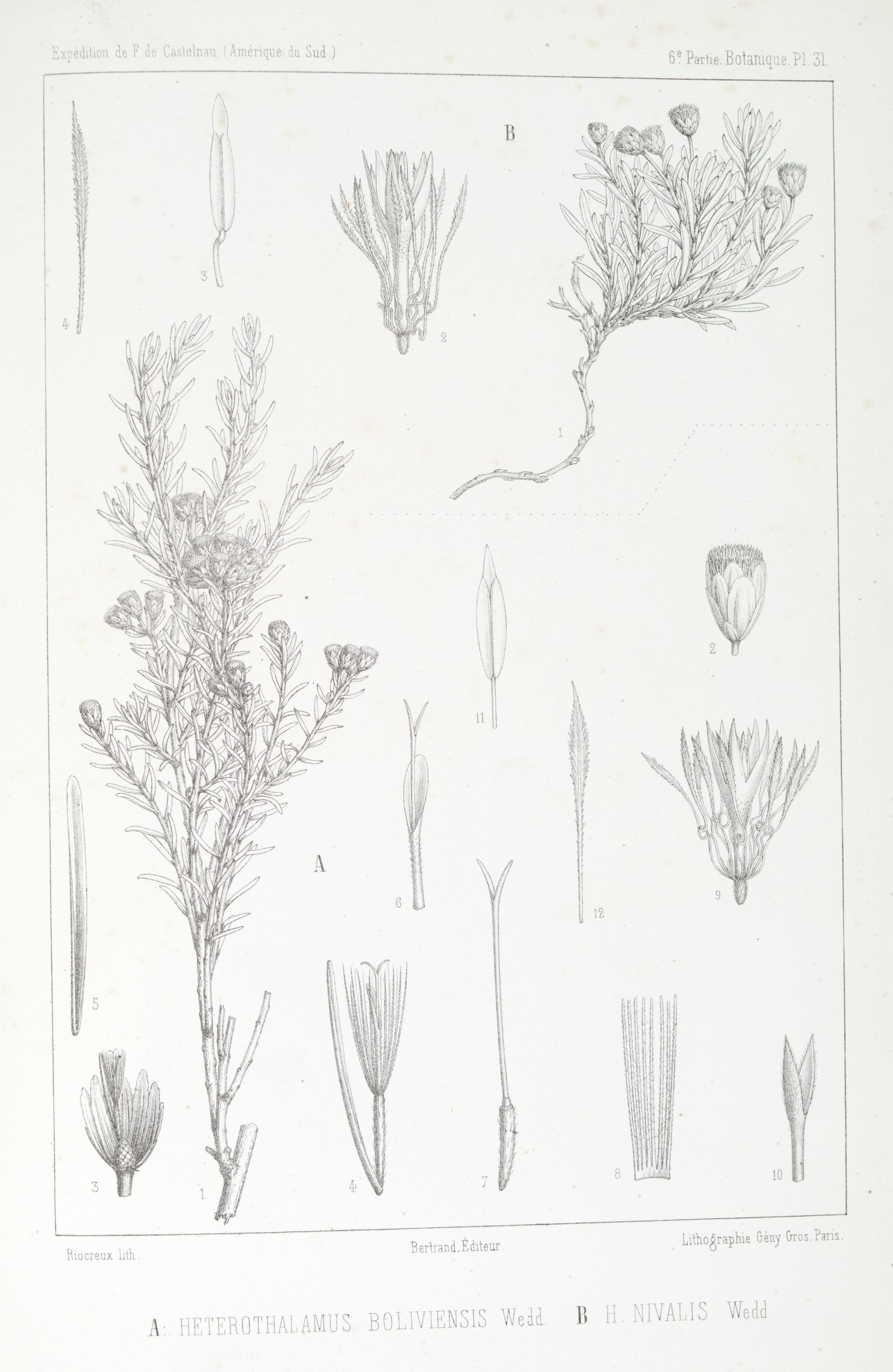
Baccharis boliviensis
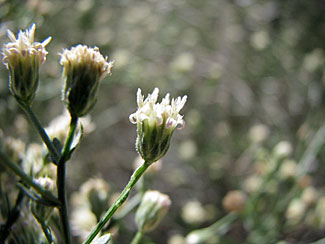
Baccharis brachyphylla
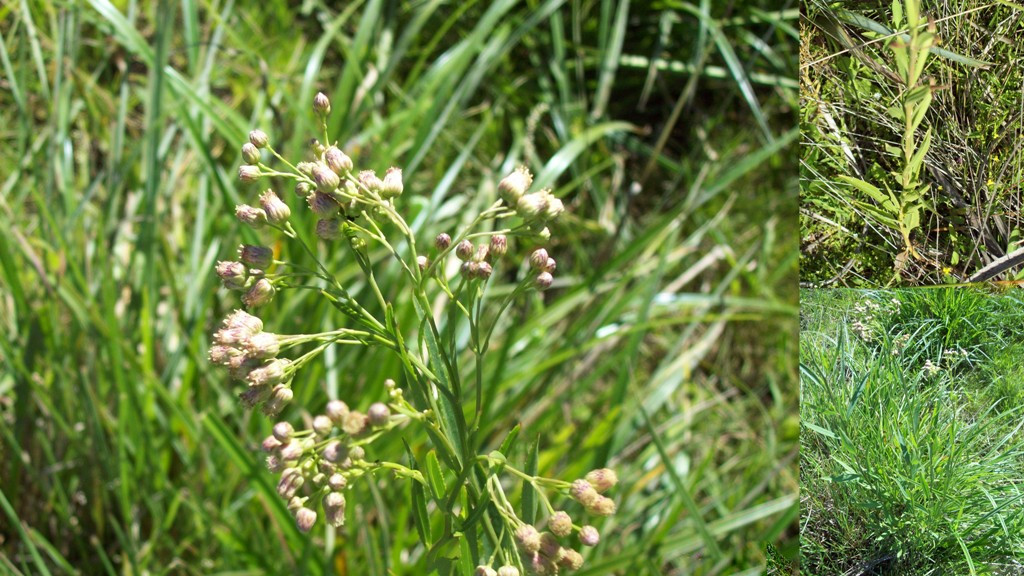
Baccharis breviseta

## C
- Baccharis cabrerae Ariza
- Baccharis caespitosa Pers.
- Baccharis caldasiana Cuatrec.
- Baccharis calvescens DC.
- Baccharis camporum DC.
- Baccharis campos-portoana Malag.
- Baccharis cana Joch.Müll.
- Baccharis capitalensis Heering
- Baccharis caprariifolia DC.
- Baccharis chachapoyasensis Cuatrec.
- Baccharis chaparensis (Joch.Müll.) G.Heiden
- Baccharis charucoensis G.L.Nesom
- Baccharis chilcaura Hieron.
- Baccharis chionolaenoides D.B.Falkenb. & Deble
- Baccharis chrysophylla (F.H.Hellw.) G.Heiden
- Baccharis ciliata Gardner
- Baccharis claussenii Baker
- Baccharis clavata (Joch.Müll.) G.Heiden
- Baccharis cochensis Hieron.
- Baccharis cognata DC.
- Baccharis concava Pers.
- Baccharis concinna G.M.Barroso
- Baccharis conferta Kunth
- Baccharis confertifolia Colla
- Baccharis conyzoides DC.
- Baccharis coridifolia DC.
- Baccharis coronata Giuliano
- Baccharis corymbosa Pers.
- Baccharis crassicuneata G.L.Nesom
- Baccharis crassipappa Deble & A.S.Oliveira
- Baccharis crispa Spreng.
- Baccharis cultrata Baker
- Baccharis curitybensis Heering ex Malme
- Baccharis cutervensis Hieron.
- Baccharis cymosa Phil.

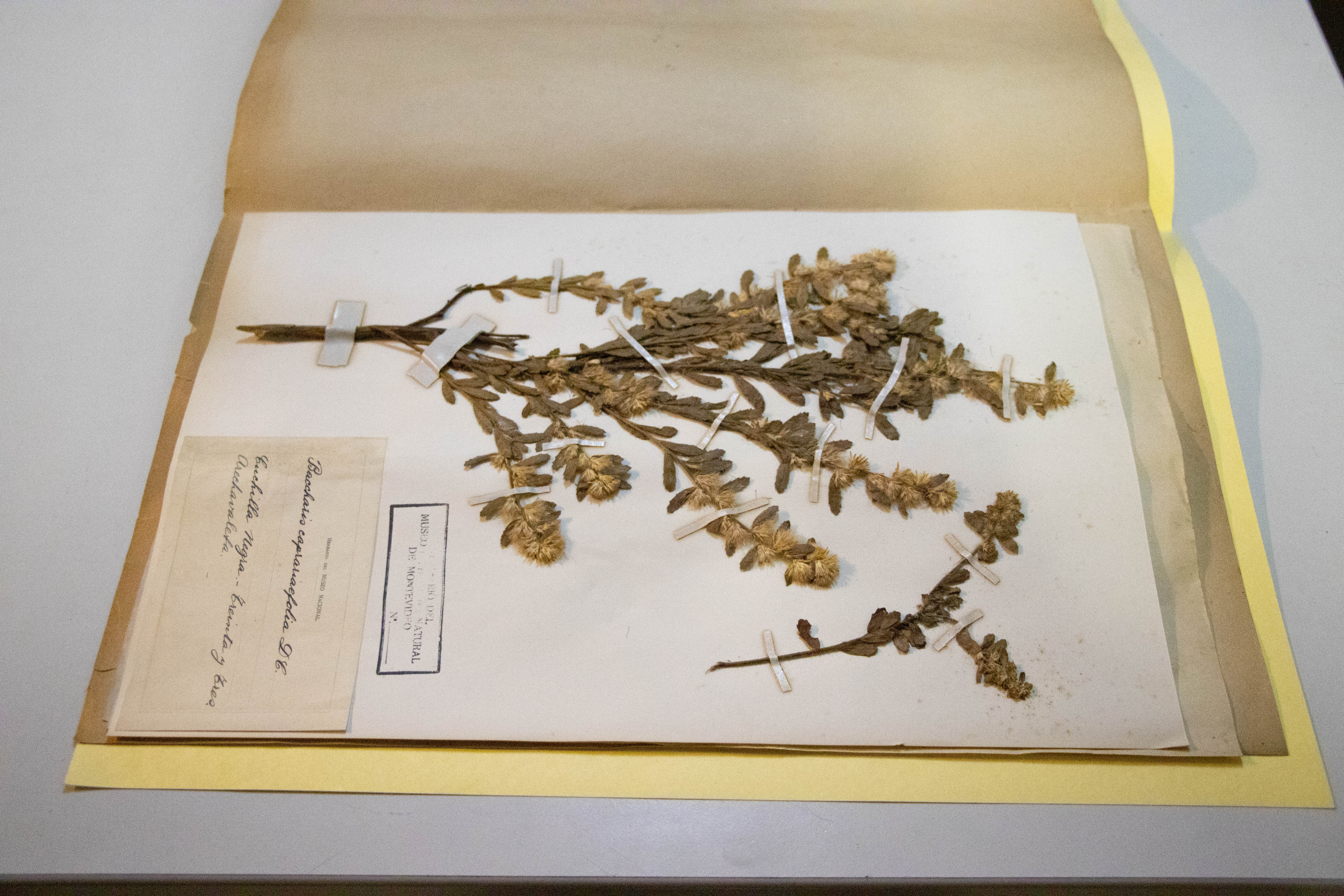
Baccharis caprariifolia
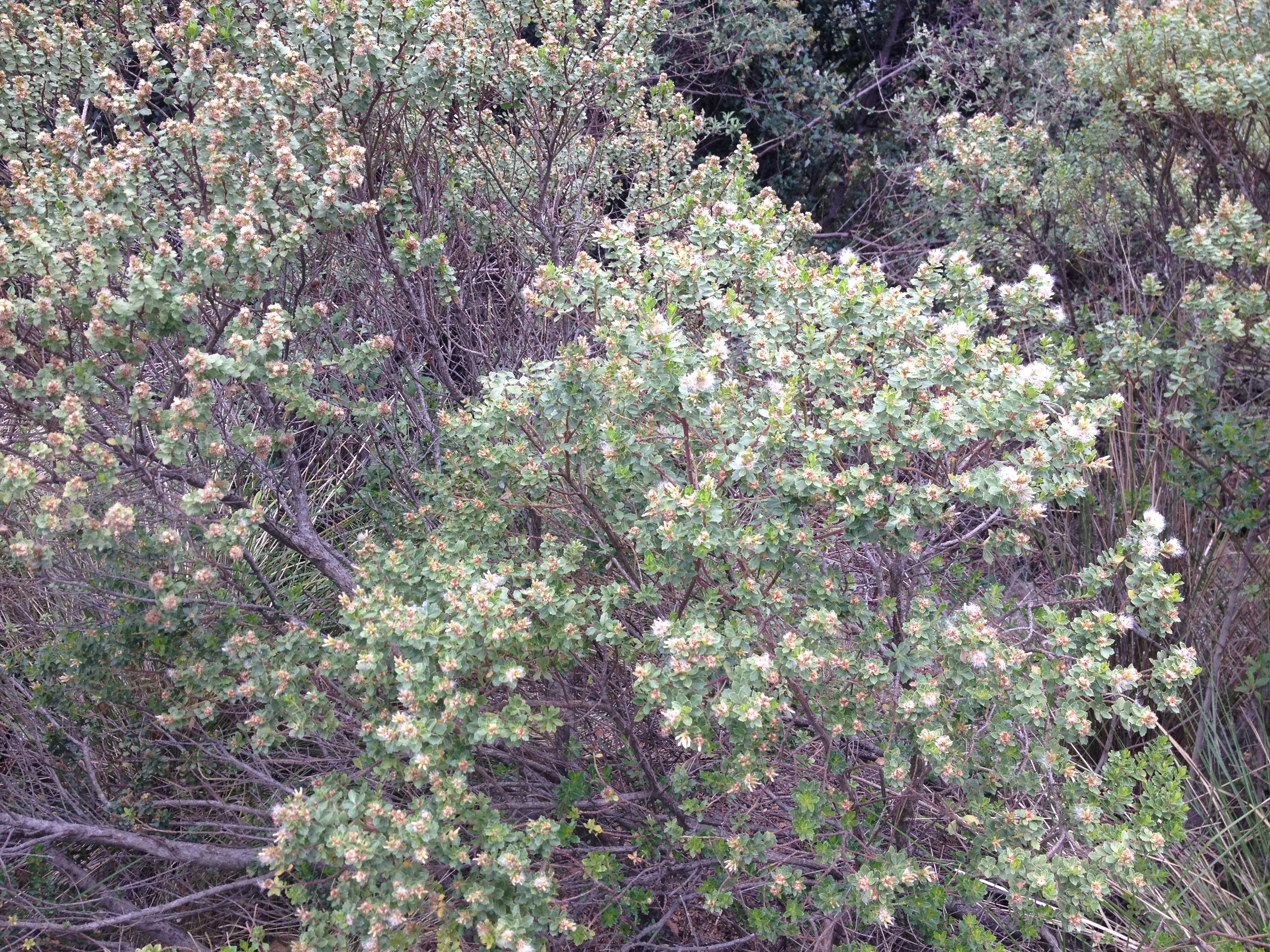
Baccharis conferta
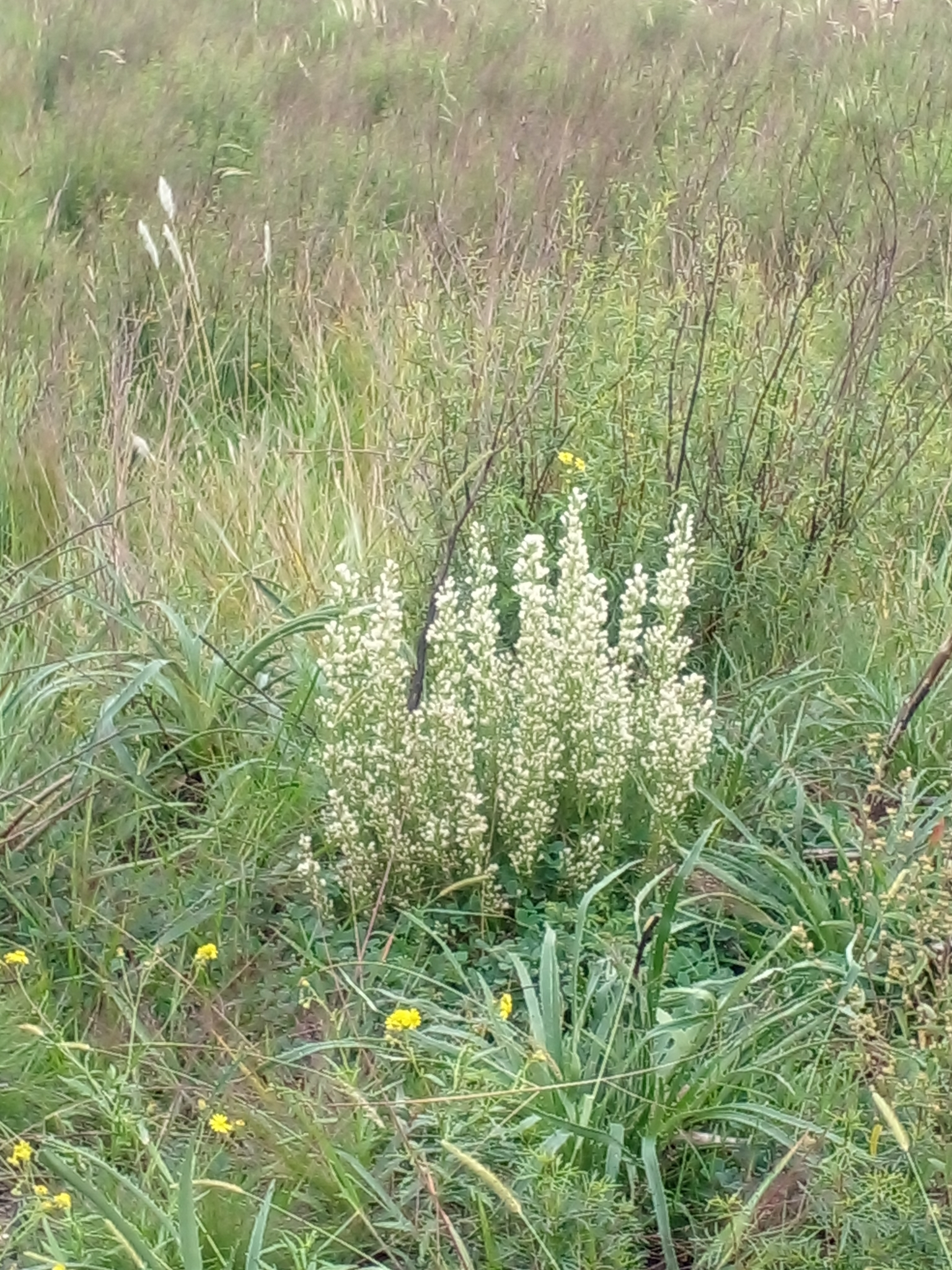
Baccharis coridifolia

## D
- Baccharis darwinii Hook. & Arn.
- Baccharis davidsonii Cuatrec.
- Baccharis deblei A.S.Oliveira & Marchiori
- Baccharis decussata (Klatt) Hieron.
- Baccharis deltoidea Baker
- Baccharis densiflora Wedd.
- Baccharis dentata (Vell.) G.M.Barroso
- Baccharis dependens Pers.
- Baccharis dichotoma G.Heiden & L.D.Meireles
- Baccharis dioica Vahl
- Baccharis divaricata Hauman
- Baccharis douglasii DC.
- Baccharis dracunculifolia DC.
- Baccharis dubia Deble & A.S.Oliveira
- Baccharis dunensis A.A.Schneid. & G.Heiden

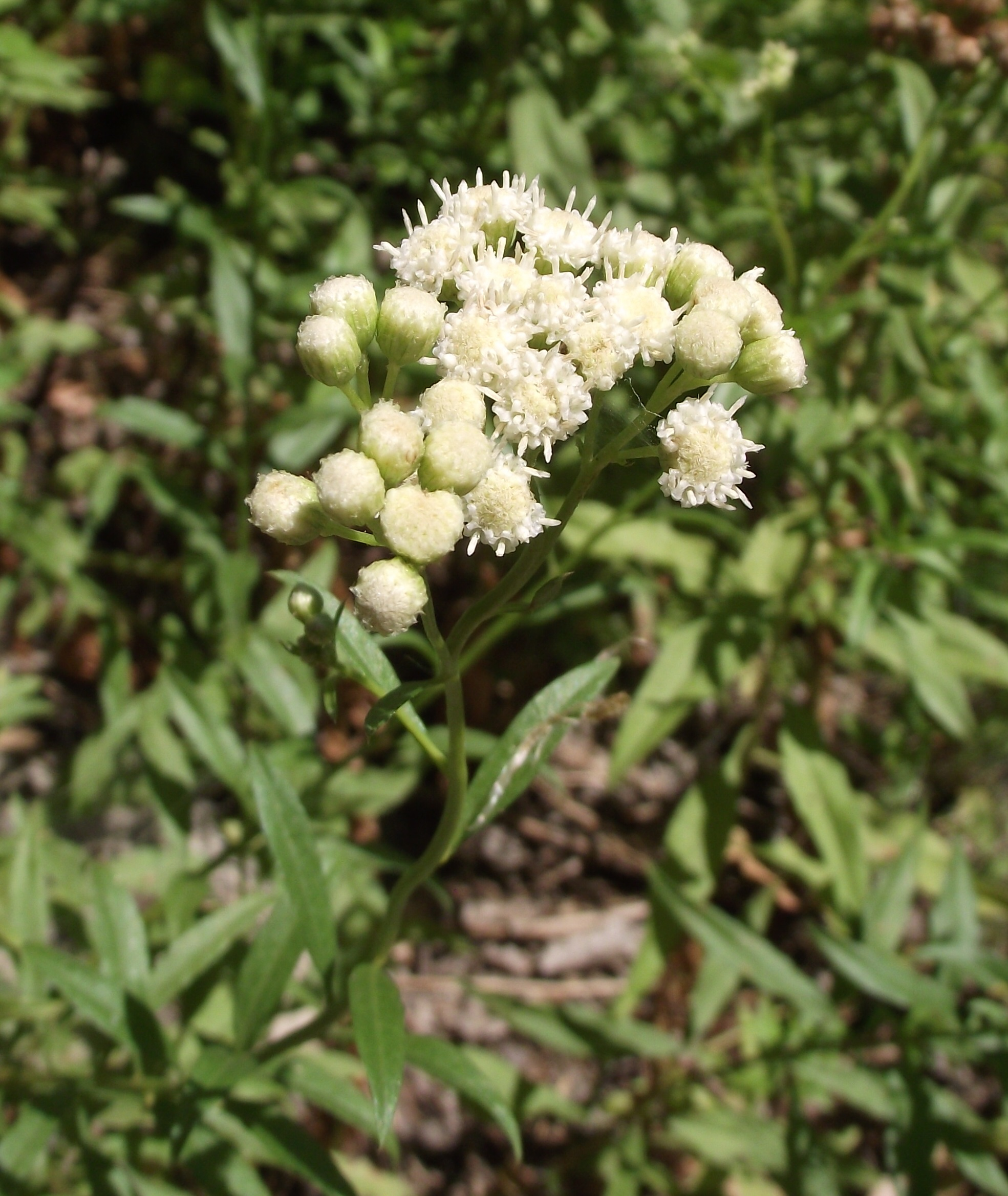
Baccharis douglasii
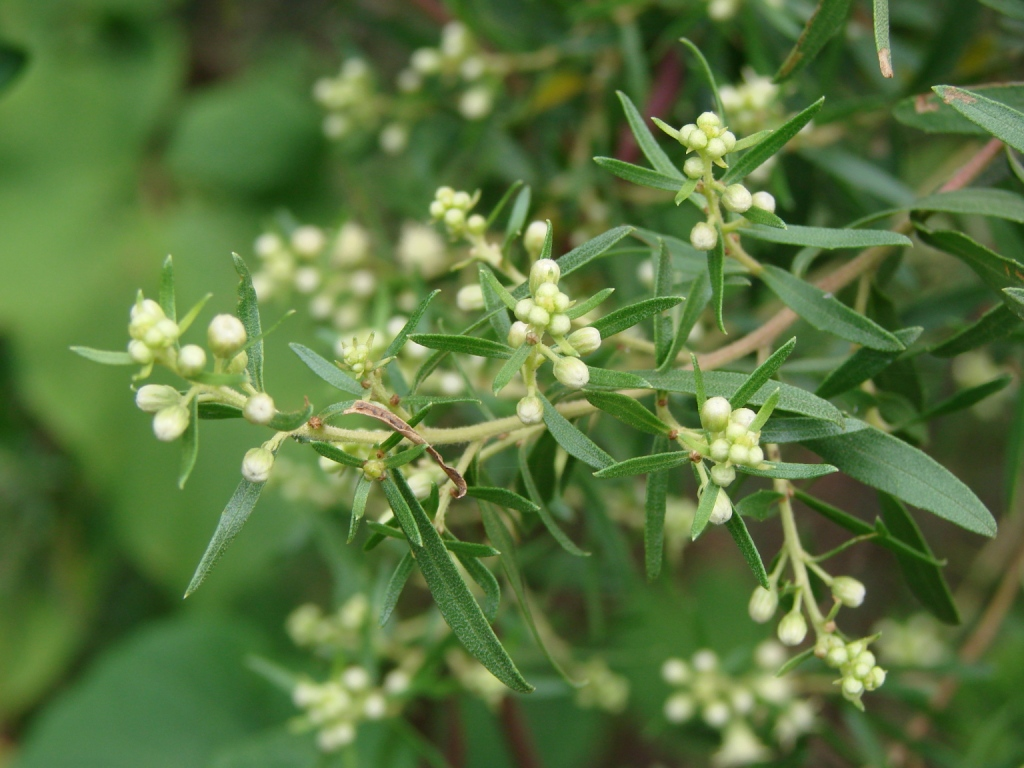
Baccharis dracunculifolia

## E
- Baccharis effusa Griseb.
- Baccharis elaeoides J.Rémy
- Baccharis elliptica Gardner
- Baccharis emarginata Pers.
- Baccharis erectifolia Steyerm.
- Baccharis erigeroides DC.
- Baccharis erioclada DC.
- Baccharis erosoricola Rzed.
- Baccharis espadae Cuatrec.

## F
- Baccharis famatinensis  Ariza
- Baccharis farallonensis  (Cuatrec.) G.Heiden
- Baccharis fimbriata  (Joch.Müll.) G.Heiden
- Baccharis flabellata  Hook. & Arn.
- Baccharis flexuosiramosa  A.A.Schneid. & Boldrini
- Baccharis floccosa  Deble & A.S.Oliveira
- Baccharis floribundoides  Cuatrec.
- Baccharis fraterna  Cuatrec.
- Baccharis frenguellii  Cabrera
- Baccharis friburgensis  G.Heiden, Baumgratz & R.Esteves
- Baccharis frigida  Kunth
- Baccharis funkiae  Bonif., G.Heiden, Valt. & Marchesi
- Baccharis fusca  Turcz.

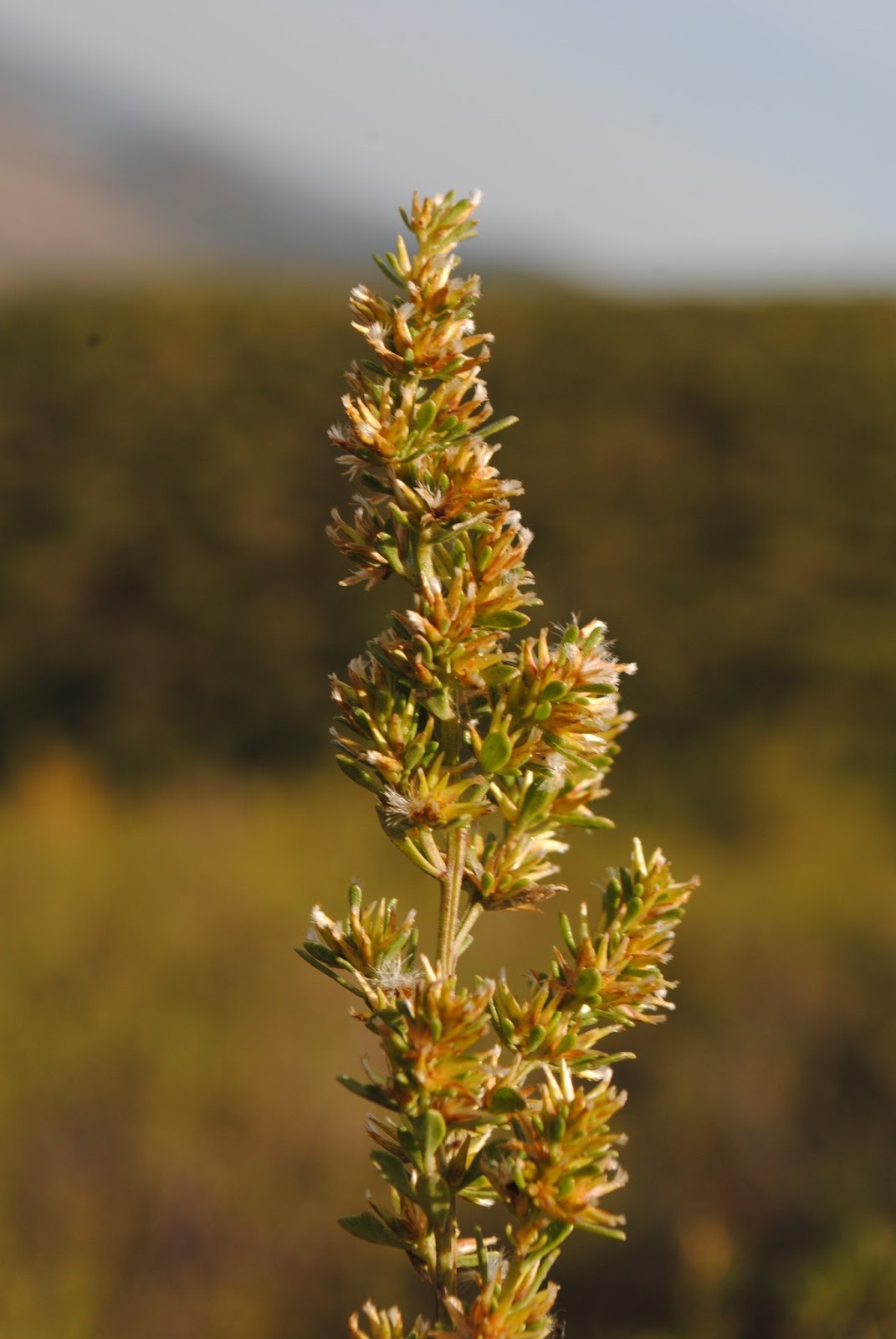
Baccharis flabellata

## G
- Baccharis gaucha  G.Heiden
- Baccharis gaudichaudiana  DC.
- Baccharis genistelloides  (Lam.) Pers.
- Baccharis genistifolia  DC.
- Baccharis gibertii  Baker
- Baccharis gilliesii  A.Gray
- Baccharis glabrata  (Hoover) G.Heiden
- Baccharis glandulifera  G.L.Nesom
- Baccharis glaucescens  (Chodat & Hassl.) Soria & Zardini
- Baccharis glaziovii  Baker
- Baccharis glomerata  Joch.Müll.
- Baccharis glomeruliflora  Pers.
- Baccharis glutinosa  Pers.
- Baccharis gnaphalioides  Spreng.
- Baccharis gnidiifolia  Kunth
- Baccharis gracilis  DC.
- Baccharis granadina  Cuatrec.
- Baccharis grandicapitulata  Hieron.
- Baccharis grandiflora  Kunth
- Baccharis grandimucronata  Malag.
- Baccharis grisebachii  Hieron.

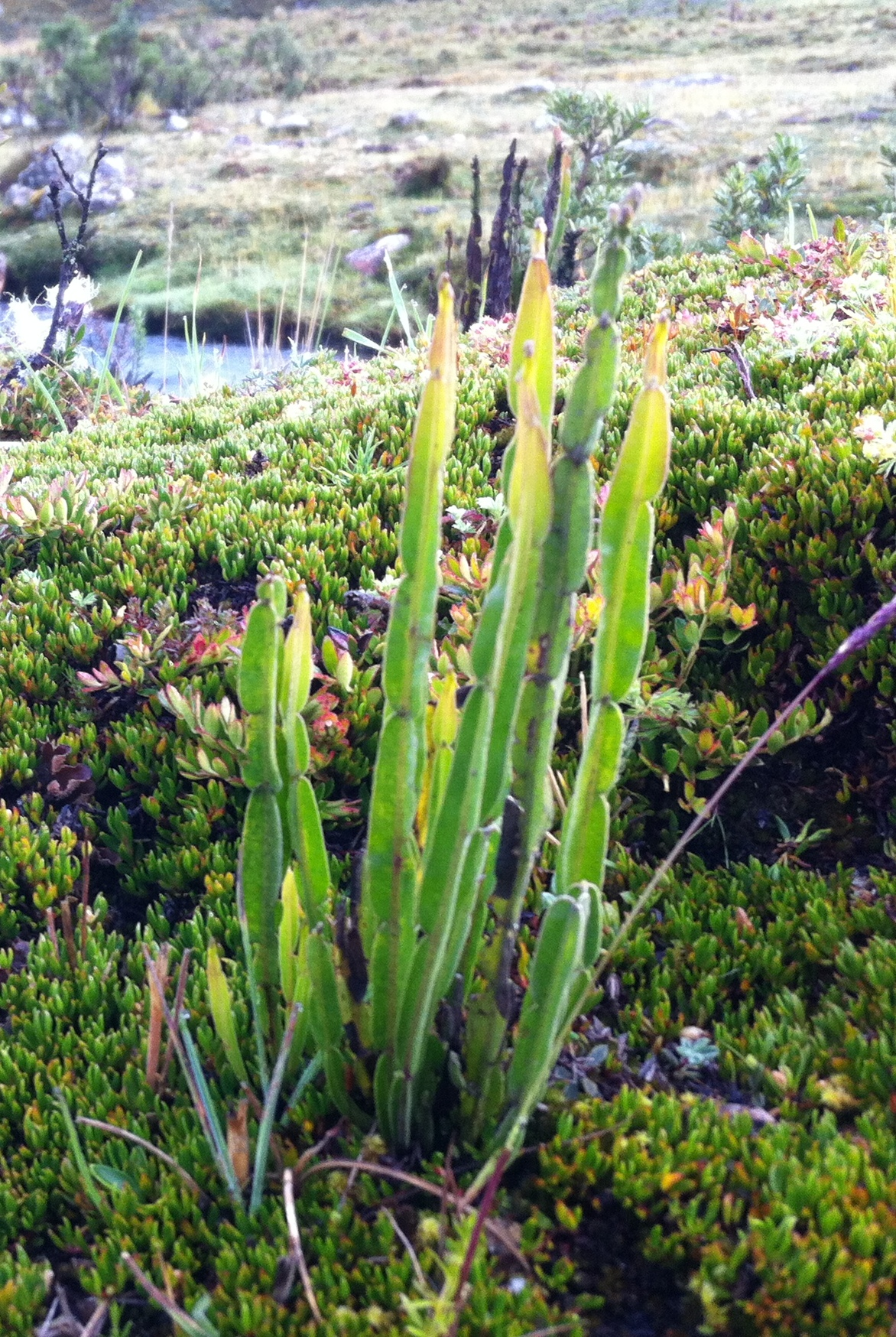
Baccharis genistelloides
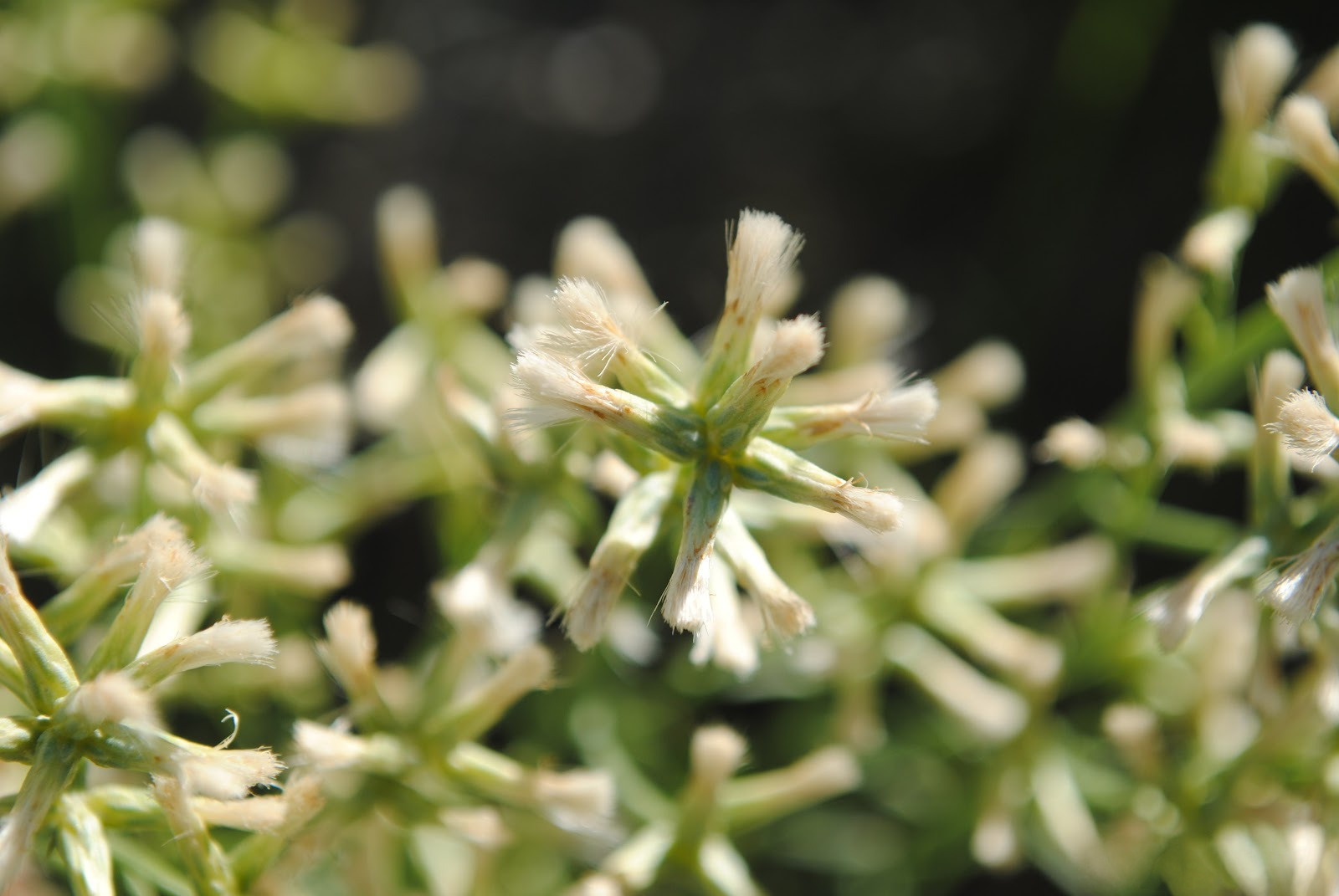
Baccharis genistifolia
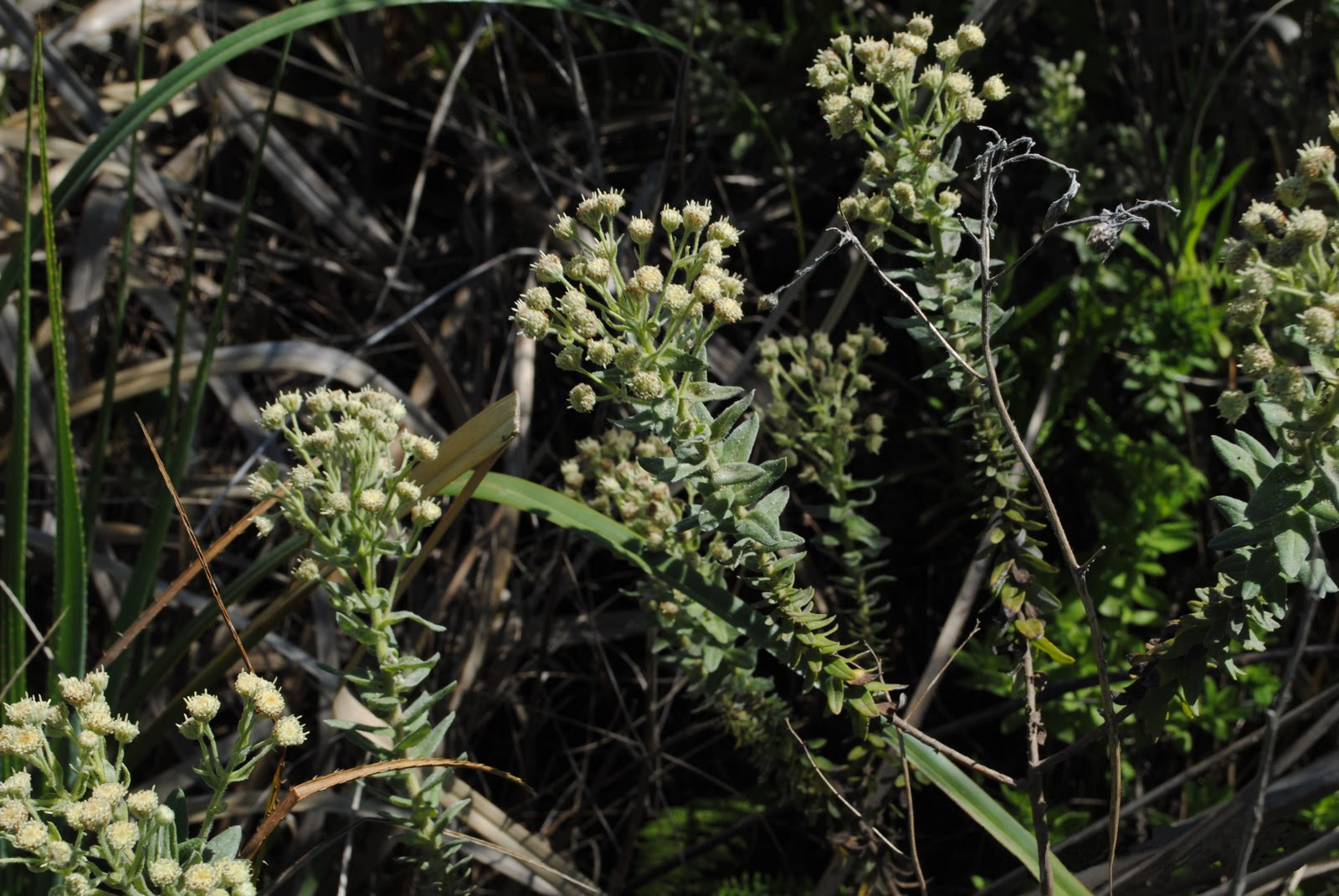
Baccharis gibertii
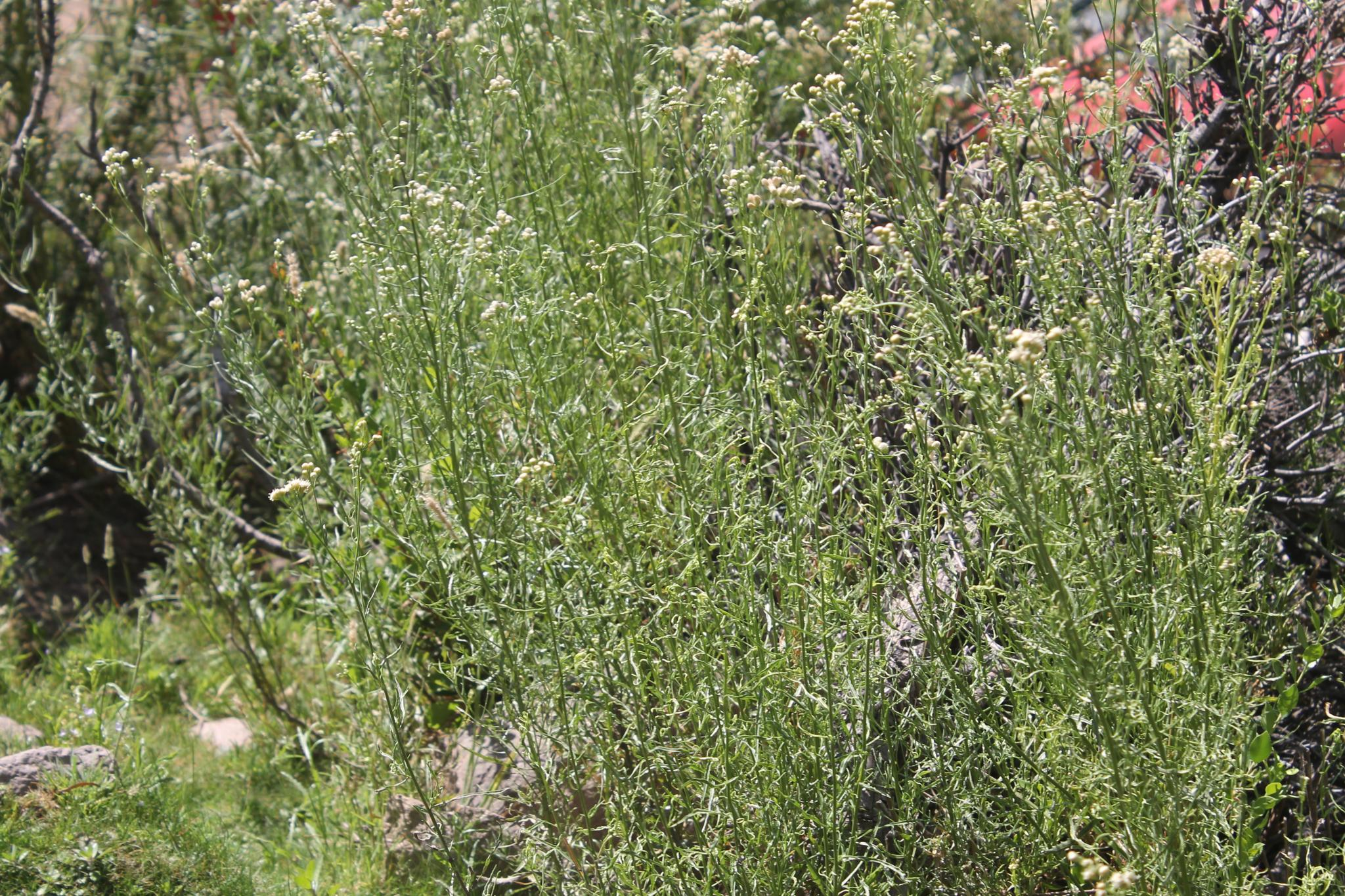
Baccharis glutinosa
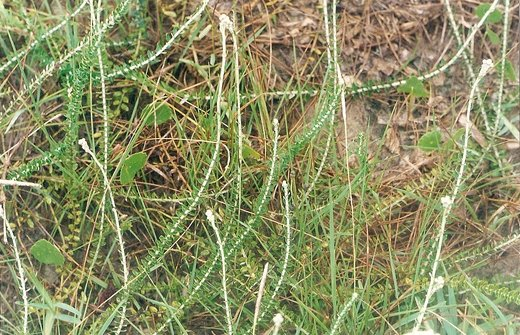
Baccharis gnaphalioides
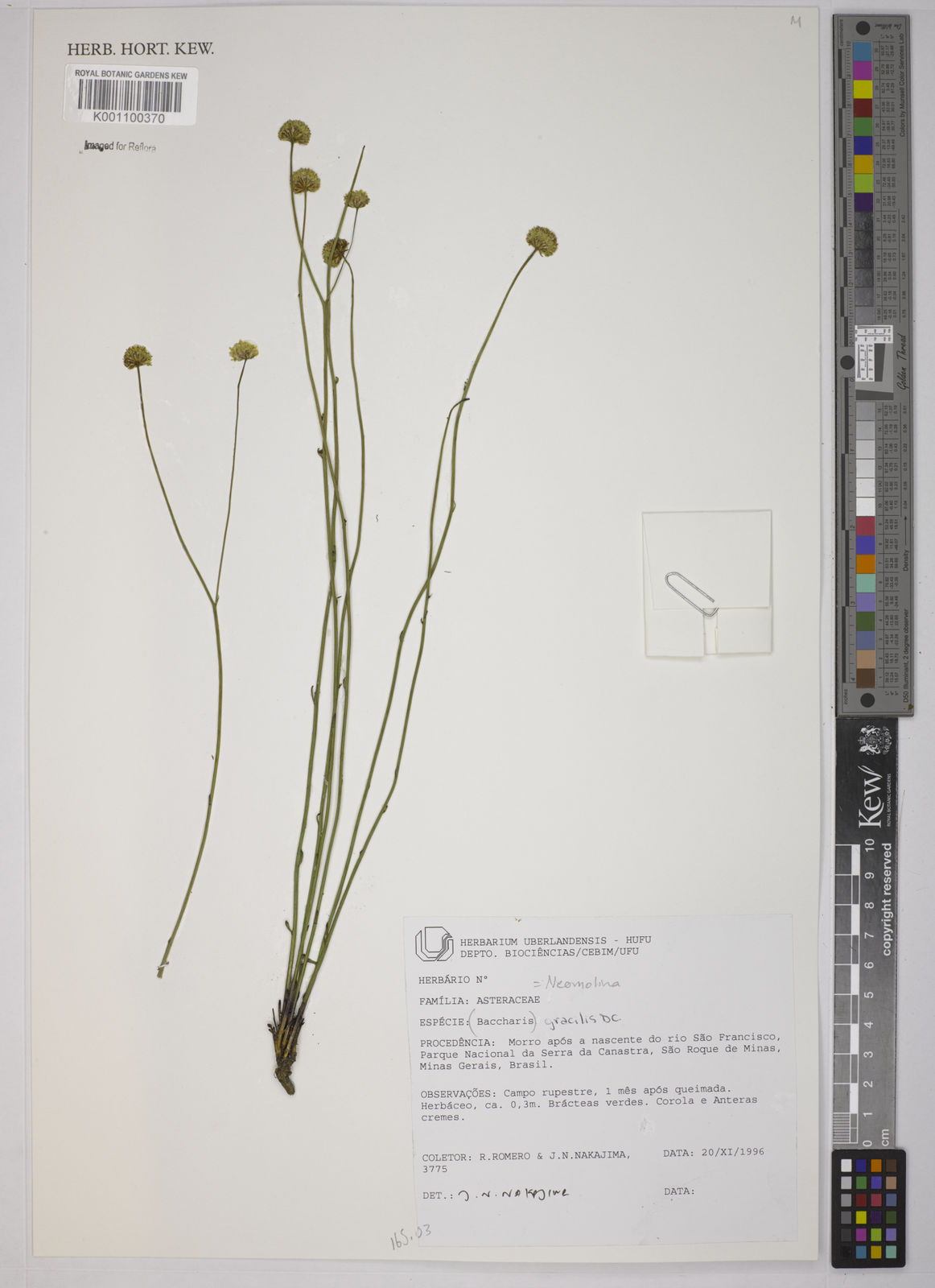
Baccharis gracilis

## H
- Baccharis haitiensis Heering
- Baccharis halimifolia L.
- Baccharis hambatensis Kunth
- Baccharis havardii A.Gray
- Baccharis helichrysoides DC.
- Baccharis hemiptera G.Heiden & A.A.Schneid.
- Baccharis herbacea (McVaugh) G.L.Nesom
- Baccharis heterophylla Kunth
- Baccharis hieronymi Heering
- Baccharis hirta DC.
- Baccharis horizontalis G.L.Nesom
- Baccharis huairacajensis Hieron.
- Baccharis humilis Sch.Bip. ex Baker
- Baccharis hutchisonii Cuatrec.
- Baccharis hyemalis Deble
- Baccharis hypericifolia Baker

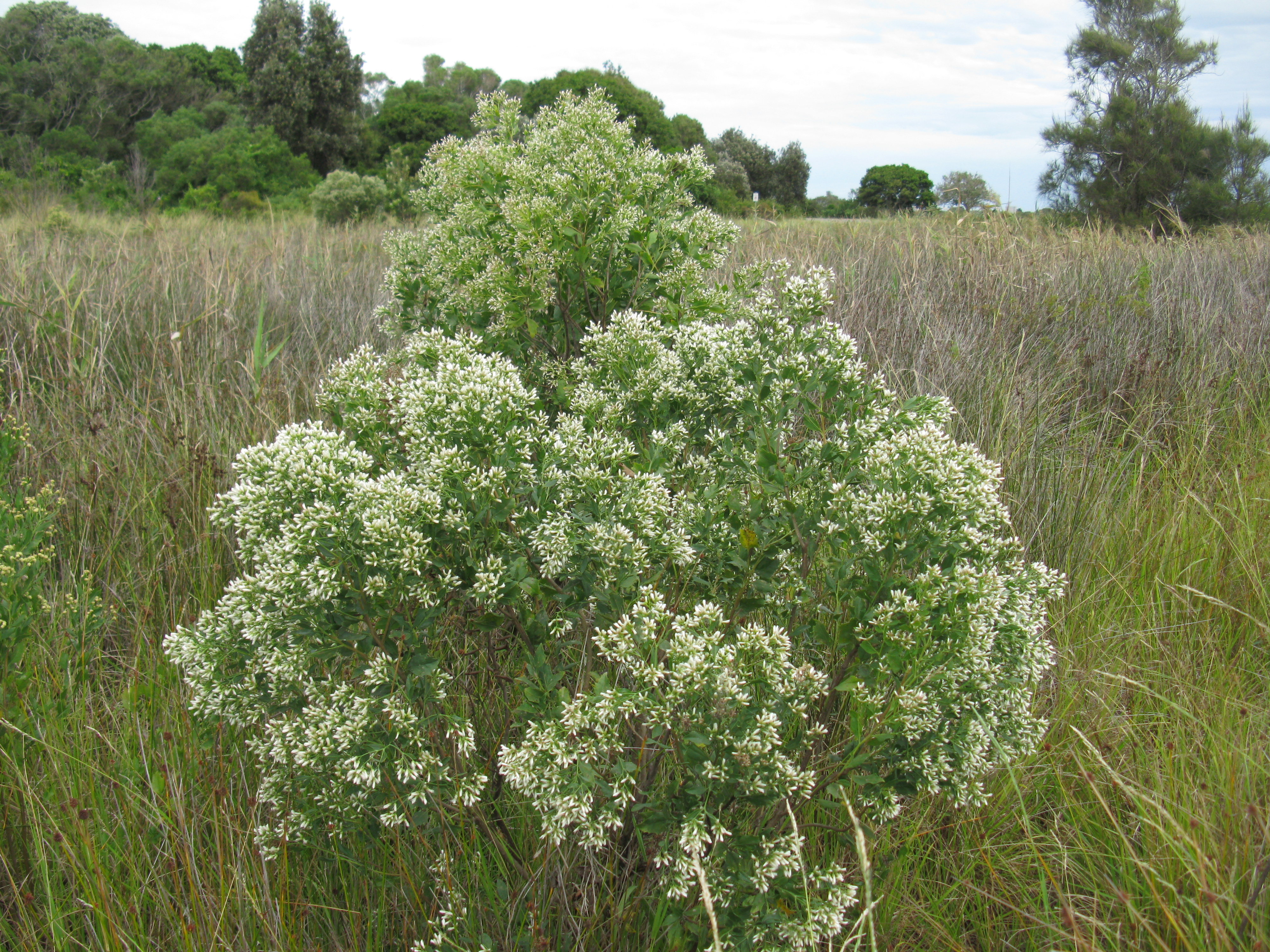
Baccharis halimifolia
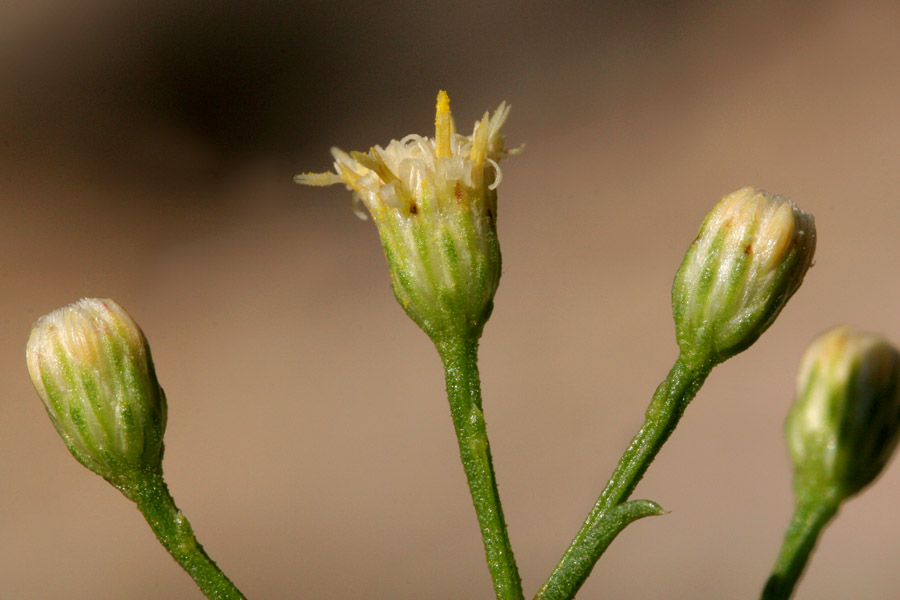
Baccharis havardii

## I
- Baccharis ibitipocensis Deble
- Baccharis illinitoides Malag.
- Baccharis incisa Hook. & Arn.
- Baccharis inexspectata Deble & A.S.Oliveira
- Baccharis integrifolia (Joch.Müll.) G.Heiden
- Baccharis intermedia DC.
- Baccharis intermixta Gardner
- Baccharis isabelae Soria & Zardini
- Baccharis itapirocensis A.S.Oliveira & Deble

## J
- Baccharis jocheniana  G.Heiden & Macias
- Baccharis johnwurdackiana  H.Rob.
- Baccharis juncea  (Cass.) Desf.
- Baccharis junciformis  DC.

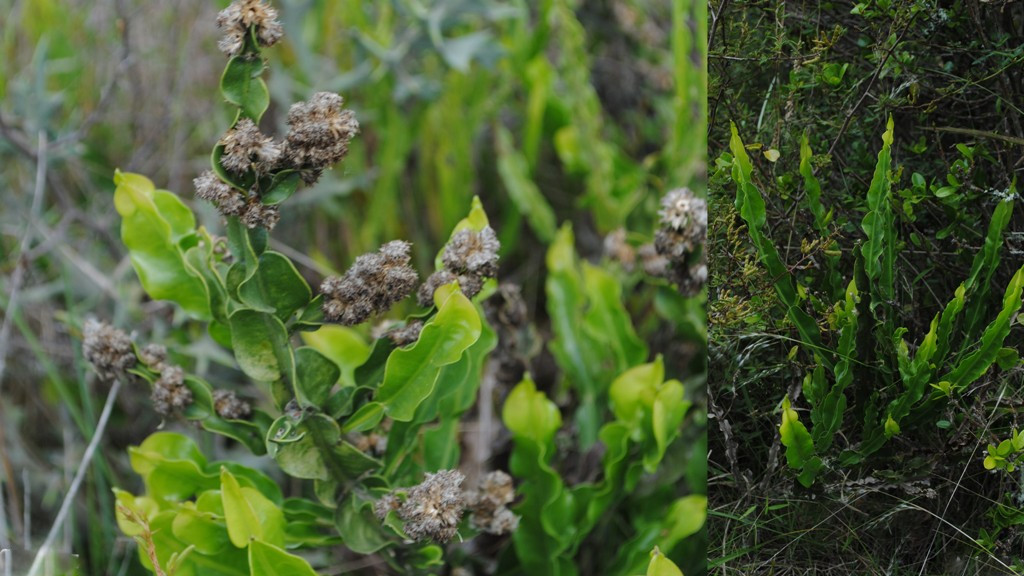
Baccharis jocheniana
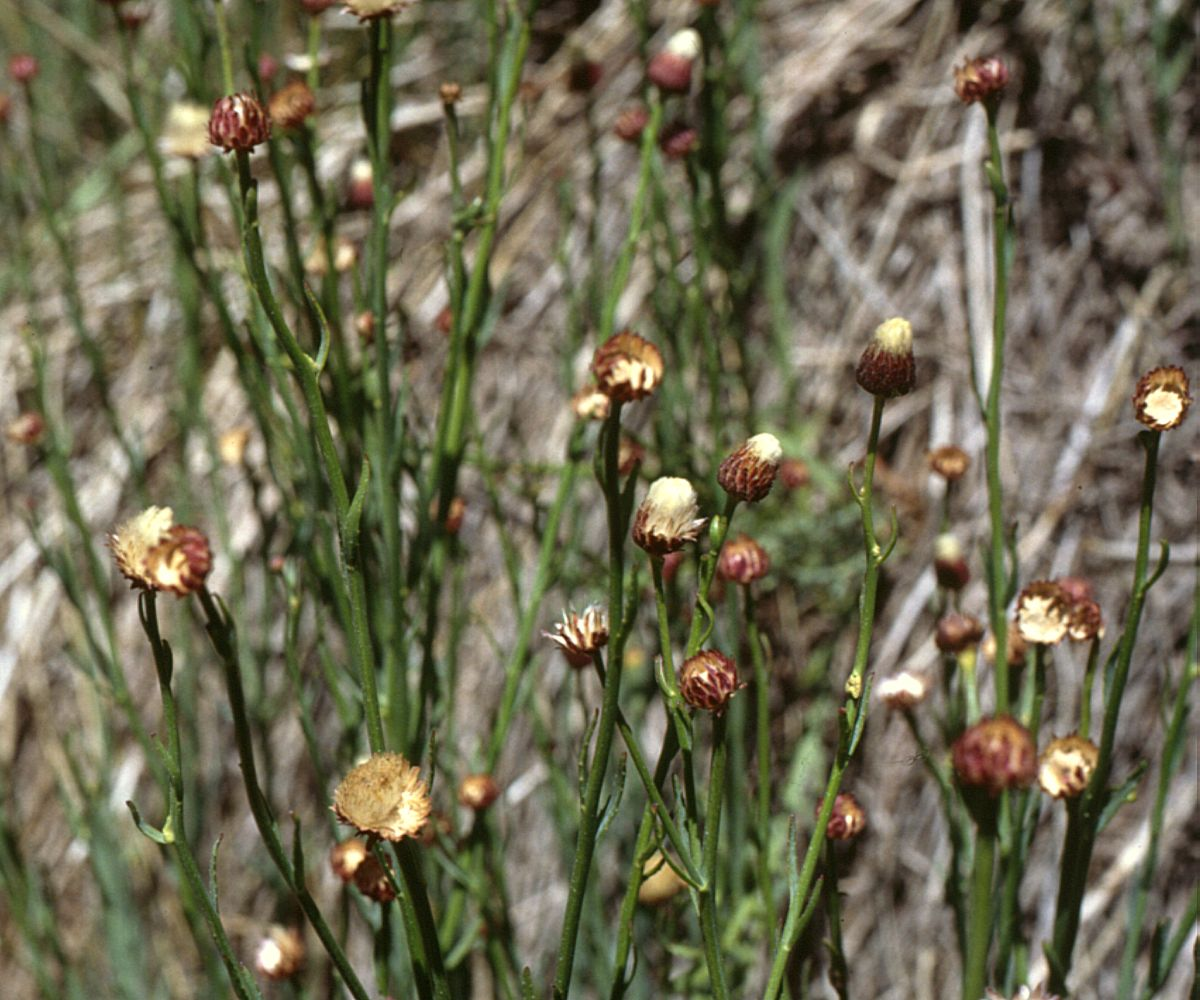
Baccharis juncea

## K
- Baccharis kessleri  (Joch.Müll.) G.Heiden
- Baccharis kingii  Cuatrec.
- Baccharis klattii  Benoist
- Baccharis kurtziana  Ariza
- Baccharis lancifolia  Less.

## L
- Baccharis lapidosa Deble & A.S.Oliveira
- Baccharis lateralis Baker
- Baccharis latifolia Pers.
- Baccharis ledifolia Kunth
- Baccharis lehmannii Klatt
- Baccharis leptocephala DC.
- Baccharis leptophylla DC.
- Baccharis leucocephala Dusén
- Baccharis leucopappa DC.
- Baccharis lewisii (H.Rob.) Joch.Müll.
- Baccharis libertadensis (Jones) H.Rob.
- Baccharis ligustrina DC.
- Baccharis lilloi Heering
- Baccharis linearifolia Pers.
- Baccharis linearis Pers.
- Baccharis longiattenuata A.S.Oliveira
- Baccharis longipedicellata (Joch.Müll.) G.Heiden
- Baccharis lorentzii (Joch.Müll.) Deble
- Baccharis lychnophora Gardner
- Baccharis lycioides J.Rémy
- Baccharis lymanii G.M.Barroso

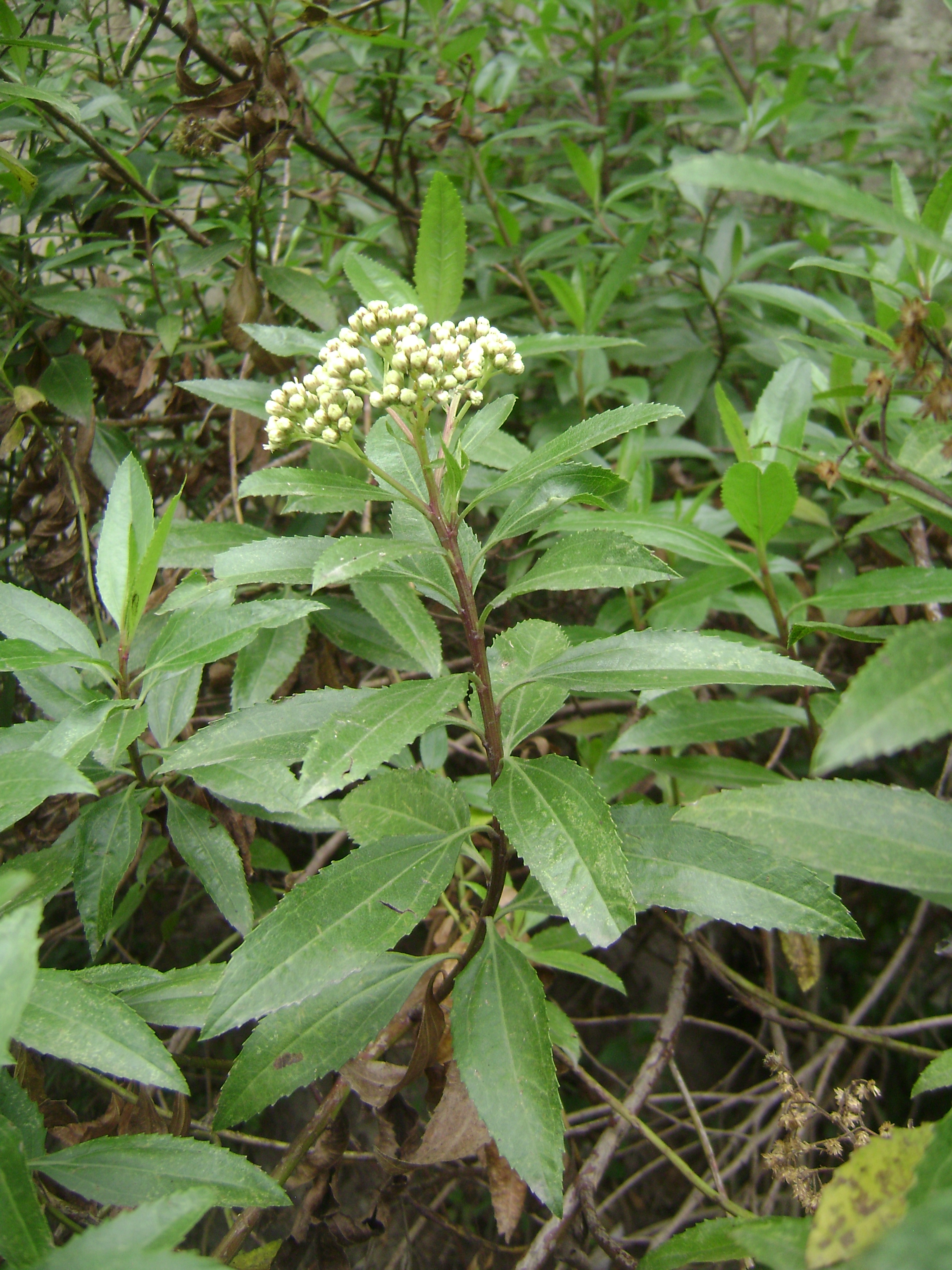
Baccharis latifolia
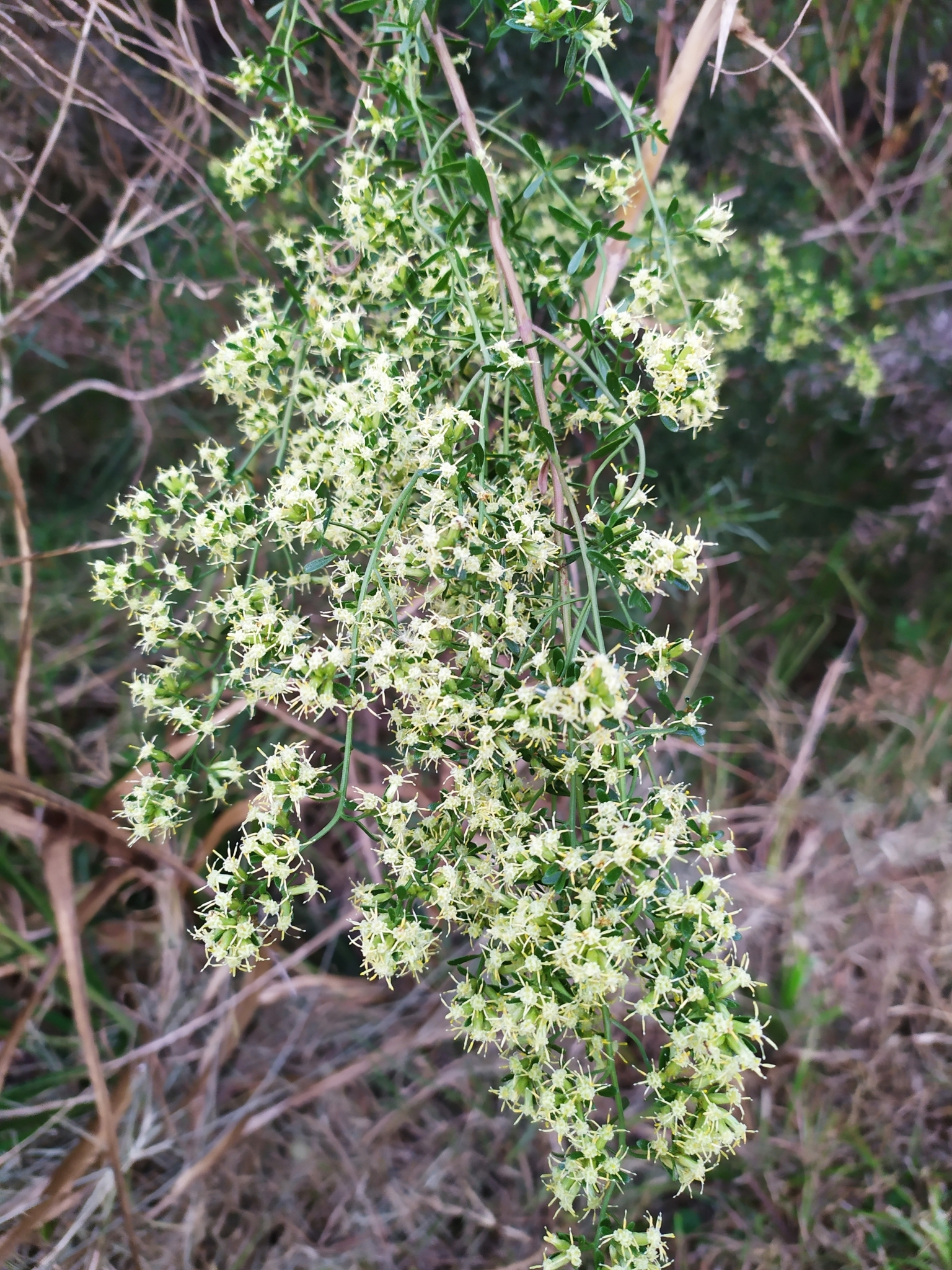
Baccharis linearifolia
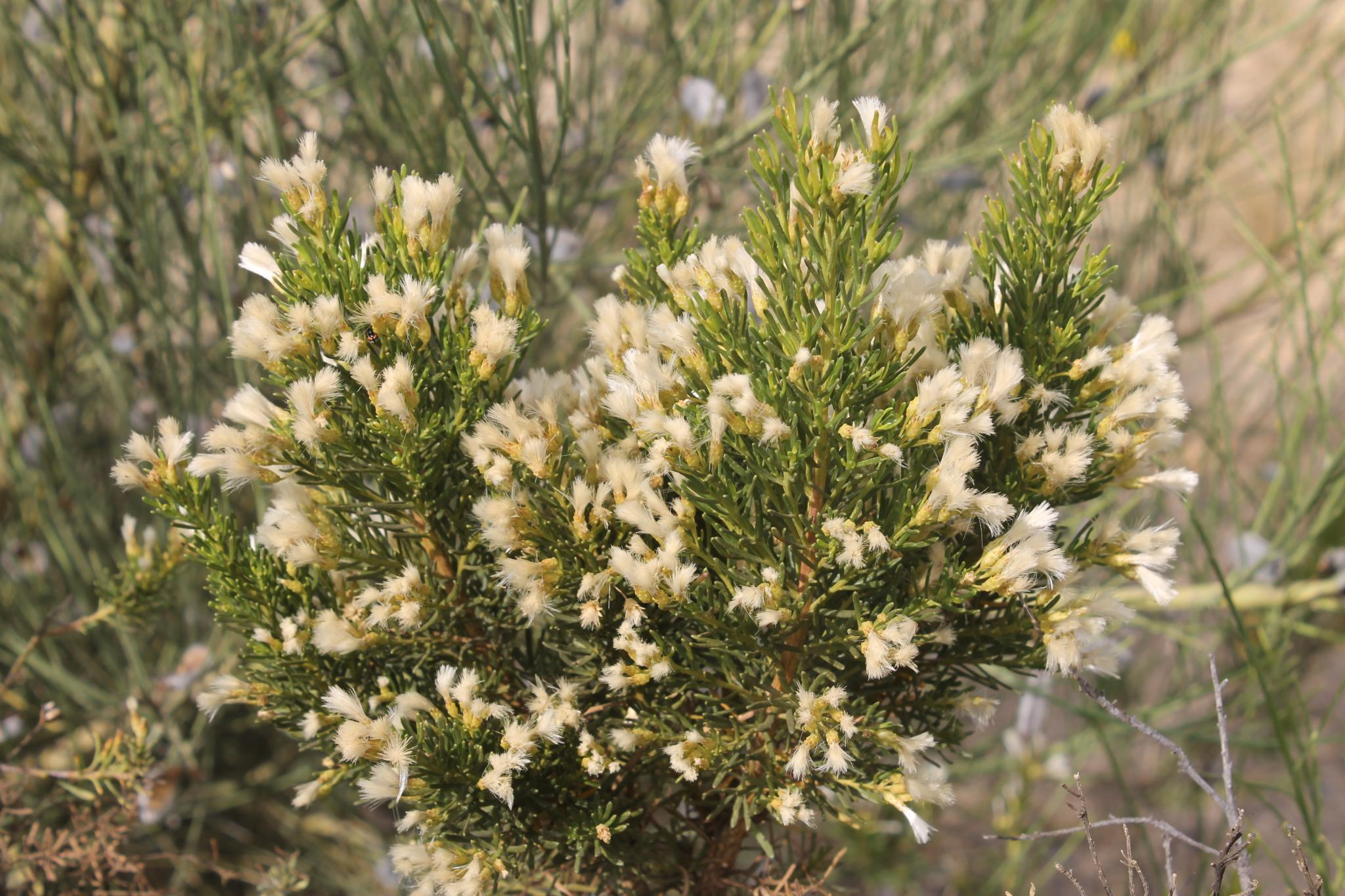
Baccharis linearis

## M
- Baccharis macraei Hook. & Arn.
- Baccharis macrantha Kunth
- Baccharis macrocephala Sch.Bip.
- Baccharis magellanica (Lam.) Pers.
- Baccharis magnifica G.Heiden, Leoni & J.N.Nakaj.
- Baccharis malibuensis R.M.Beauch. & Henrickson
- Baccharis malmei Joch.Müll.
- Baccharis mandonii Sch.Bip. ex Klatt
- Baccharis marcetiifolia Benth.
- Baccharis maxima Baker
- Baccharis megapotamica Spreng.
- Baccharis melanopotamica Speg.
- Baccharis mesoneura DC.
- Baccharis mexicana Cuatrec.
- Baccharis microcephala DC.
- Baccharis microdonta DC.
- Baccharis milleflora DC.
- Baccharis minor (F.H.Hellw. ) G.Heiden
- Baccharis minutiflora Mart. ex Baker
- Baccharis mollis Kunth
- Baccharis montana DC.
- Baccharis mornicola (Urb.) G.Heiden
- Baccharis mucuchiesensis Hieron.
- Baccharis muelleri Baker
- Baccharis multibracteata (Joch.Müll.) G.Heiden
- Baccharis multiflora Kunth
- Baccharis multifolia A.S.Oliveira, Deble & Marchiori
- Baccharis multipaniculata A.S.Oliveira & Deble
- Baccharis mutisiana Cuatrec.
- Baccharis mylodontis F.H.Hellw.
- Baccharis myricifolia DC.
- Baccharis myriocephala DC.
- Baccharis myrsinites Pers.

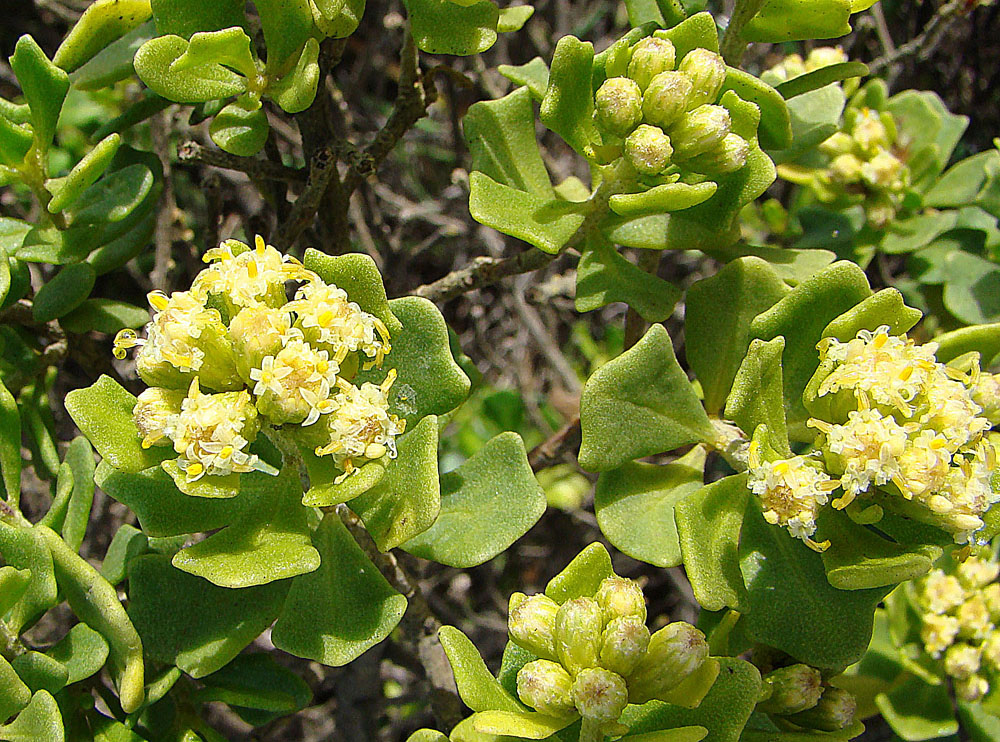
Baccharis macraei
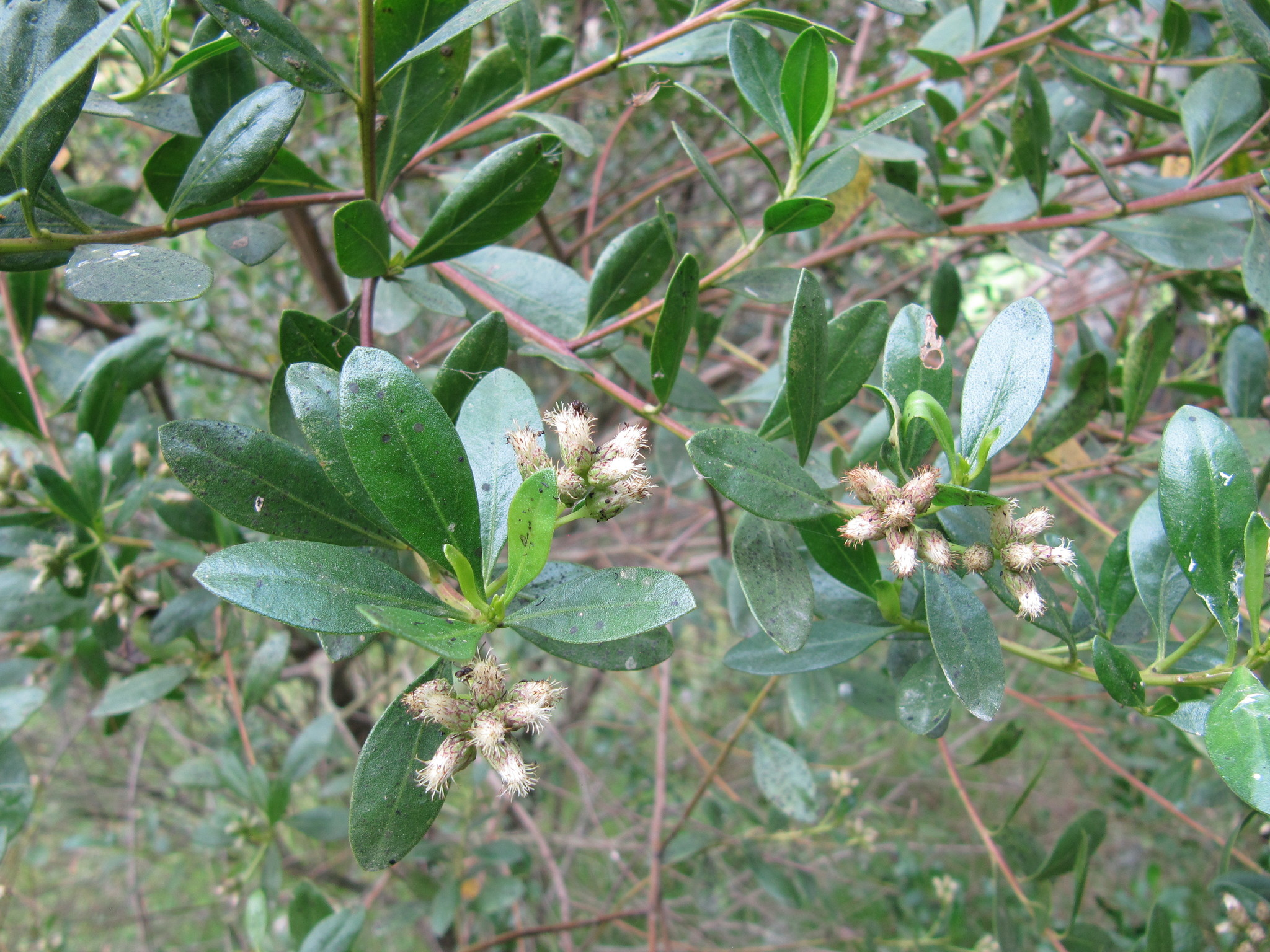
Baccharis macrantha
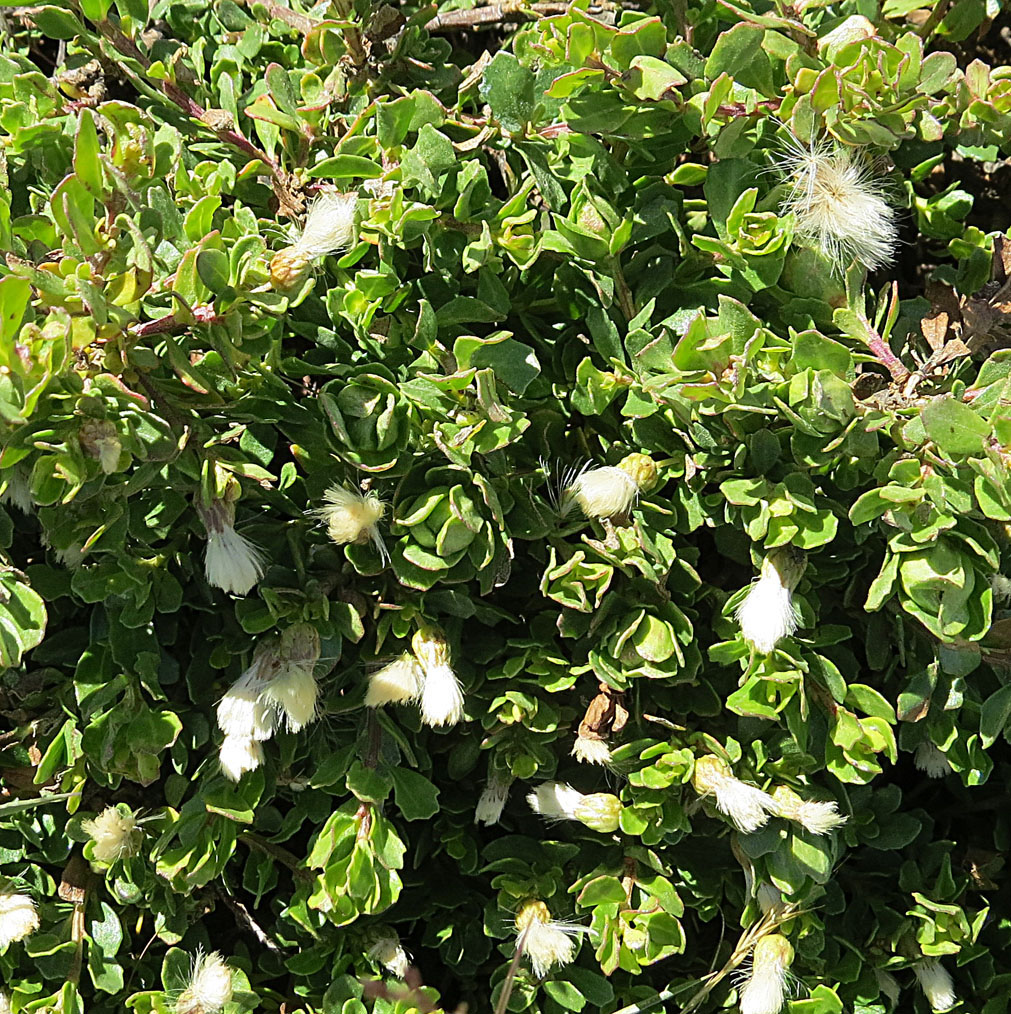
Baccharis magellanica
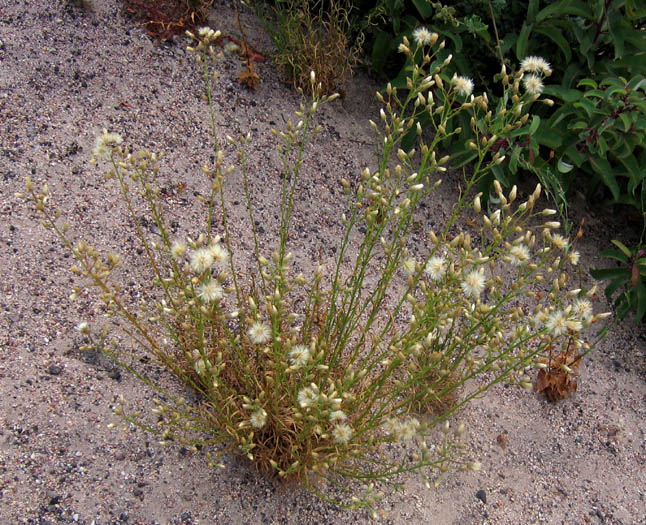
Baccharis malibuensis
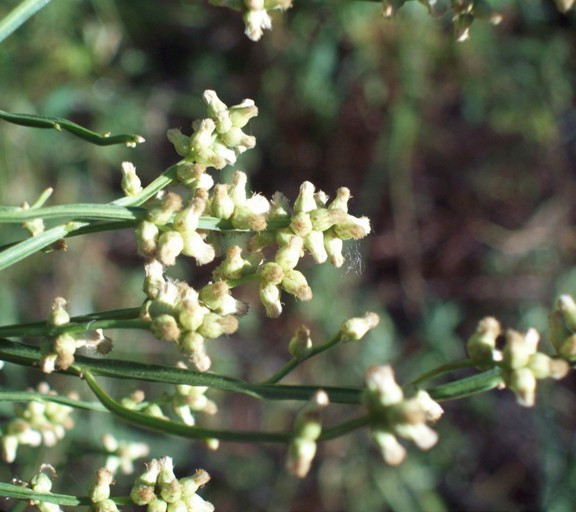
Baccharis microcephala
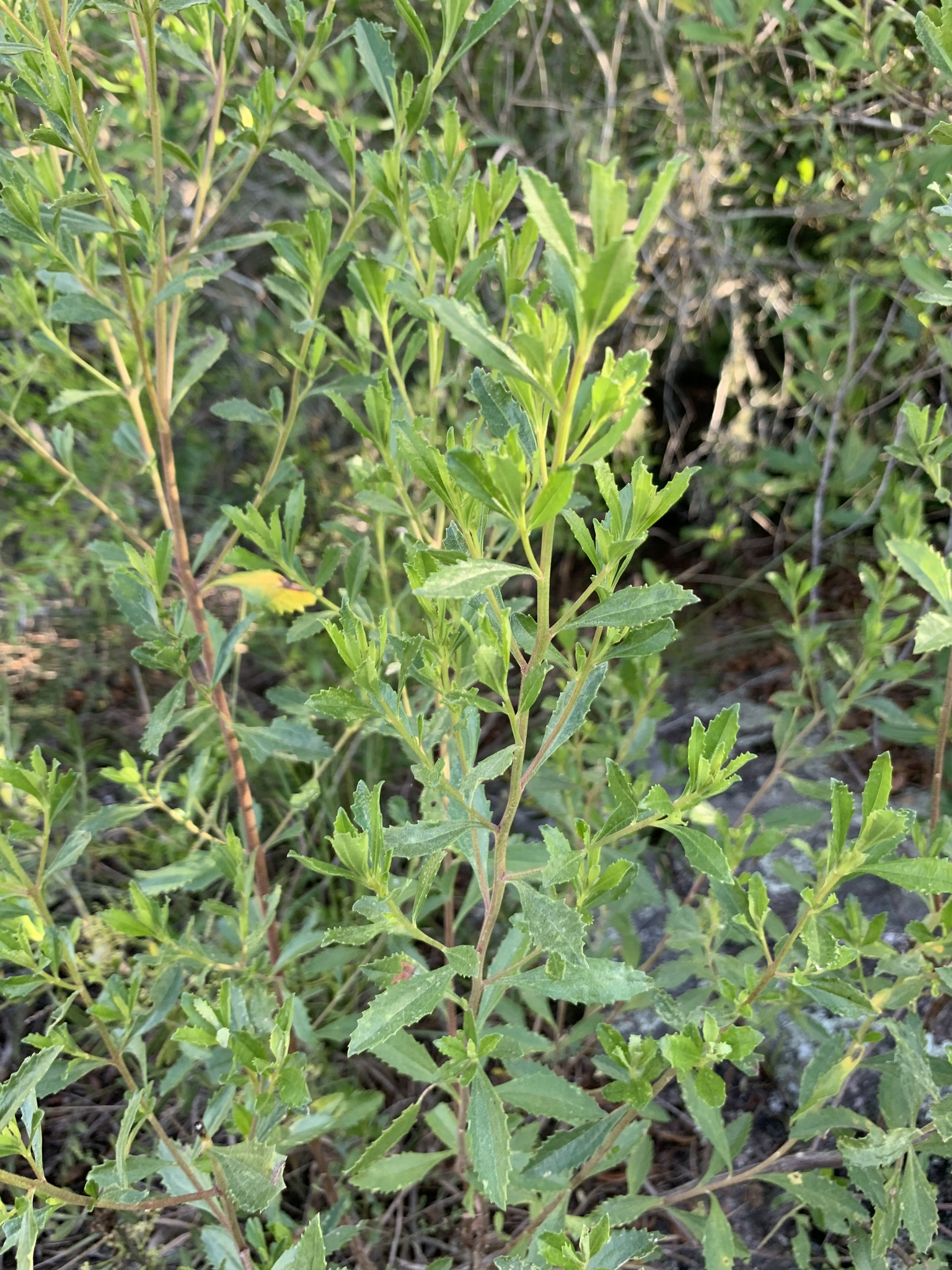
Baccharis microdonta

## N
- Baccharis napaea G.Heiden
- Baccharis neaei DC.
- Baccharis nebulae Malag. & Hatschb. ex A.S.Oliveira
- Baccharis nebularis G.Heiden
- Baccharis neglecta Britton
- Baccharis neoaustralis G.Heiden
- Baccharis neorupestris Deble & A.S.Oliveira
- Baccharis neotruncata G.Heiden
- Baccharis nervosa DC.
- Baccharis nesomiana Rzed. & Zamudio
- Baccharis niederleinii Heering
- Baccharis nipensis Urb.
- Baccharis nitida Pers.
- Baccharis nivalis Sch.Bip.
- Baccharis notosergila Griseb.
- Baccharis nummularia Heering ex Malme

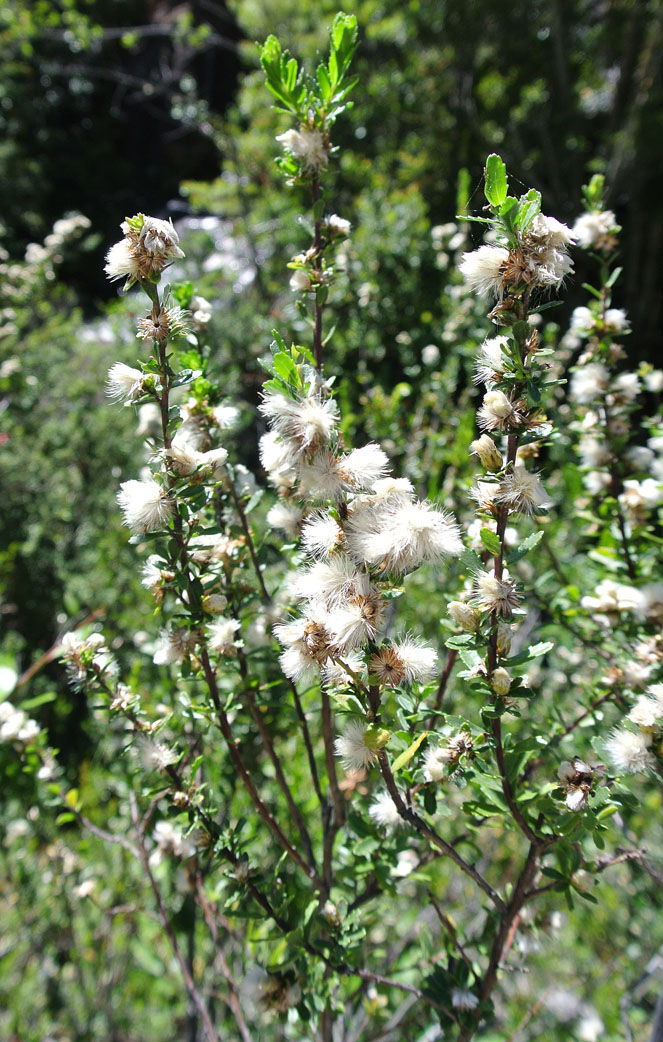
Baccharis neaei
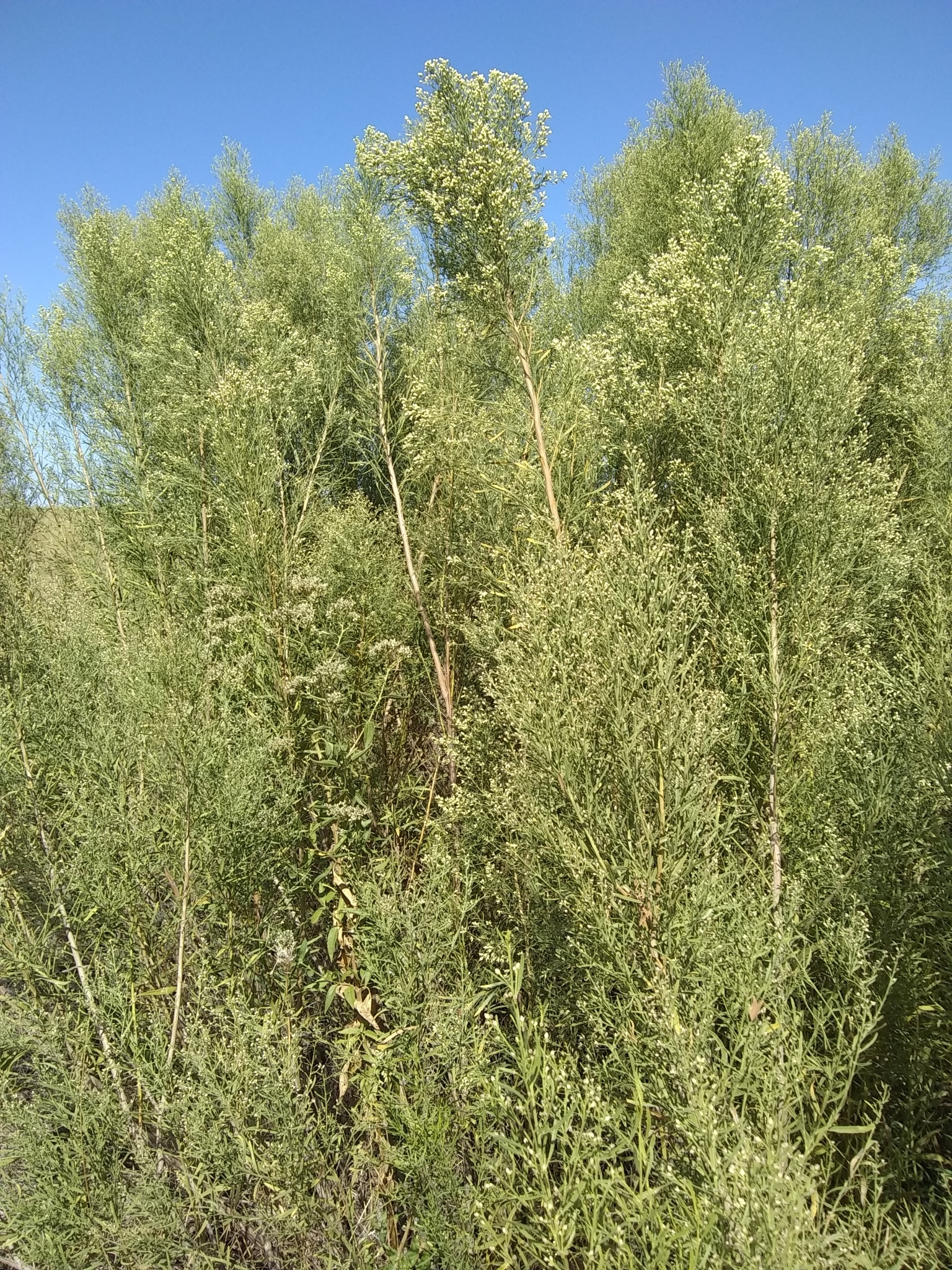
Baccharis neglecta
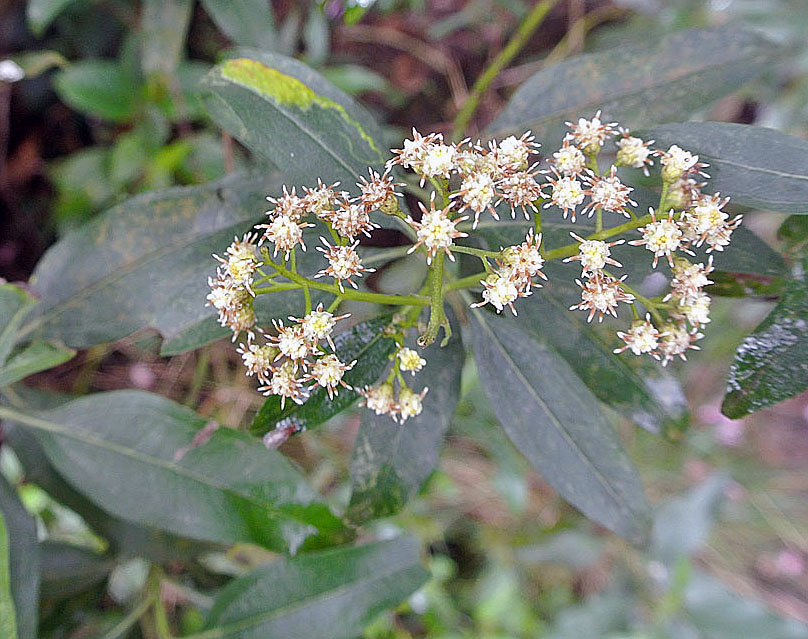
Baccharis nitida
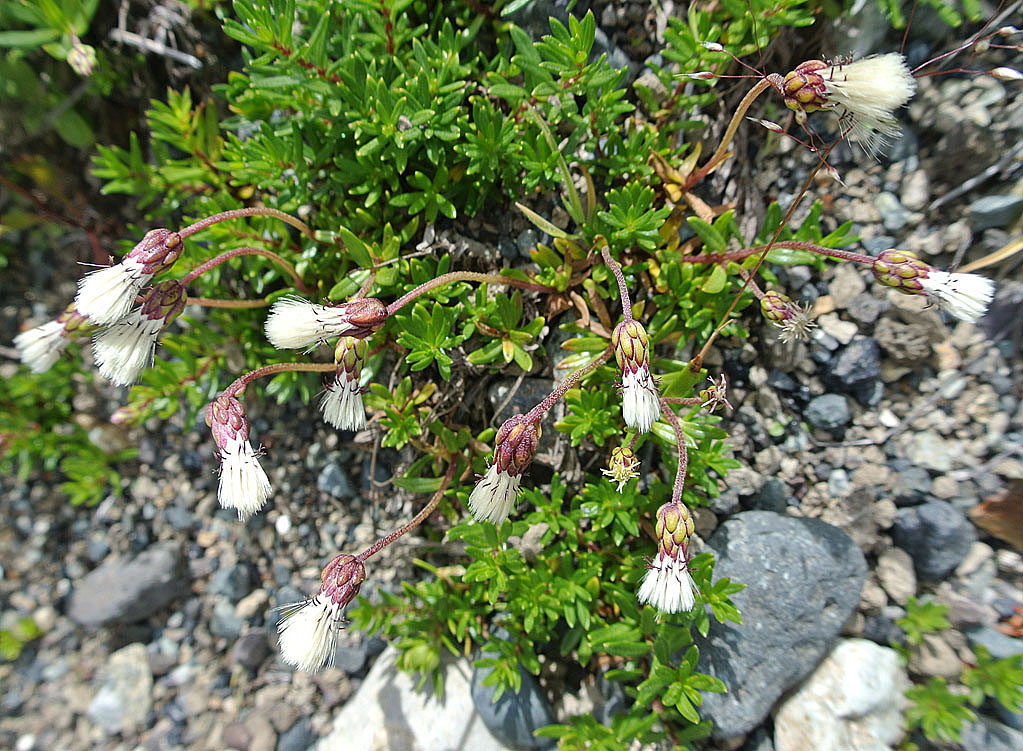
Baccharis nivalis
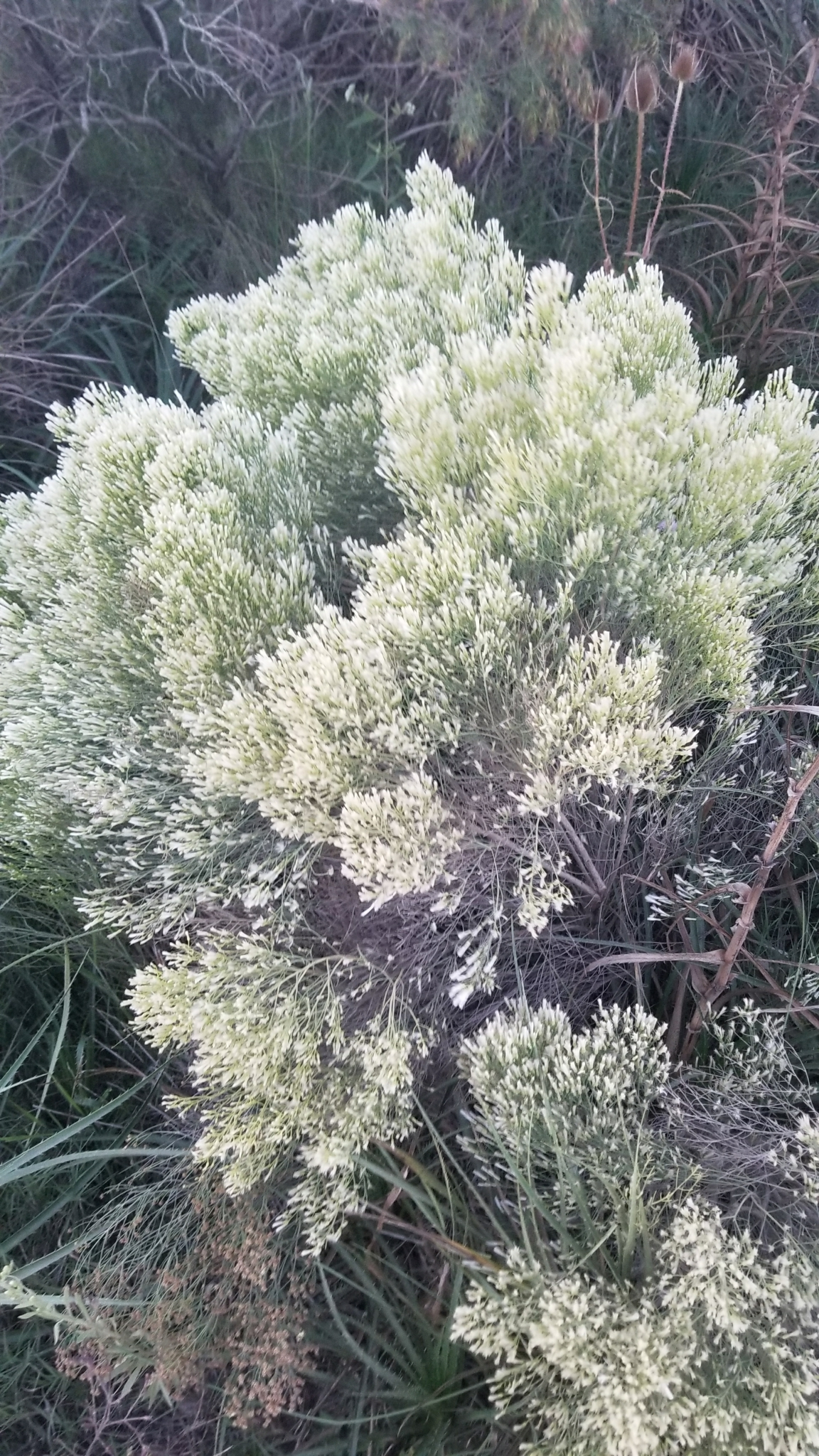
Baccharis notosergila

## O
- Baccharis obdeltata G.Heiden
- Baccharis oblongifolia Pers.
- Baccharis obovata Hook. & Arn.
- Baccharis obtusifolia Kunth
- Baccharis occidentalis S.F.Blake
- Baccharis ochracea Spreng.
- Baccharis odorata Kunth
- Baccharis opuntioides Mart. ex Baker
- Baccharis orbiculata Deble & A.S.Oliveira
- Baccharis orbignyana Klatt
- Baccharis oreophila Malme
- Baccharis organensis Baker
- Baccharis orientalis Alain
- Baccharis oxyodonta DC.

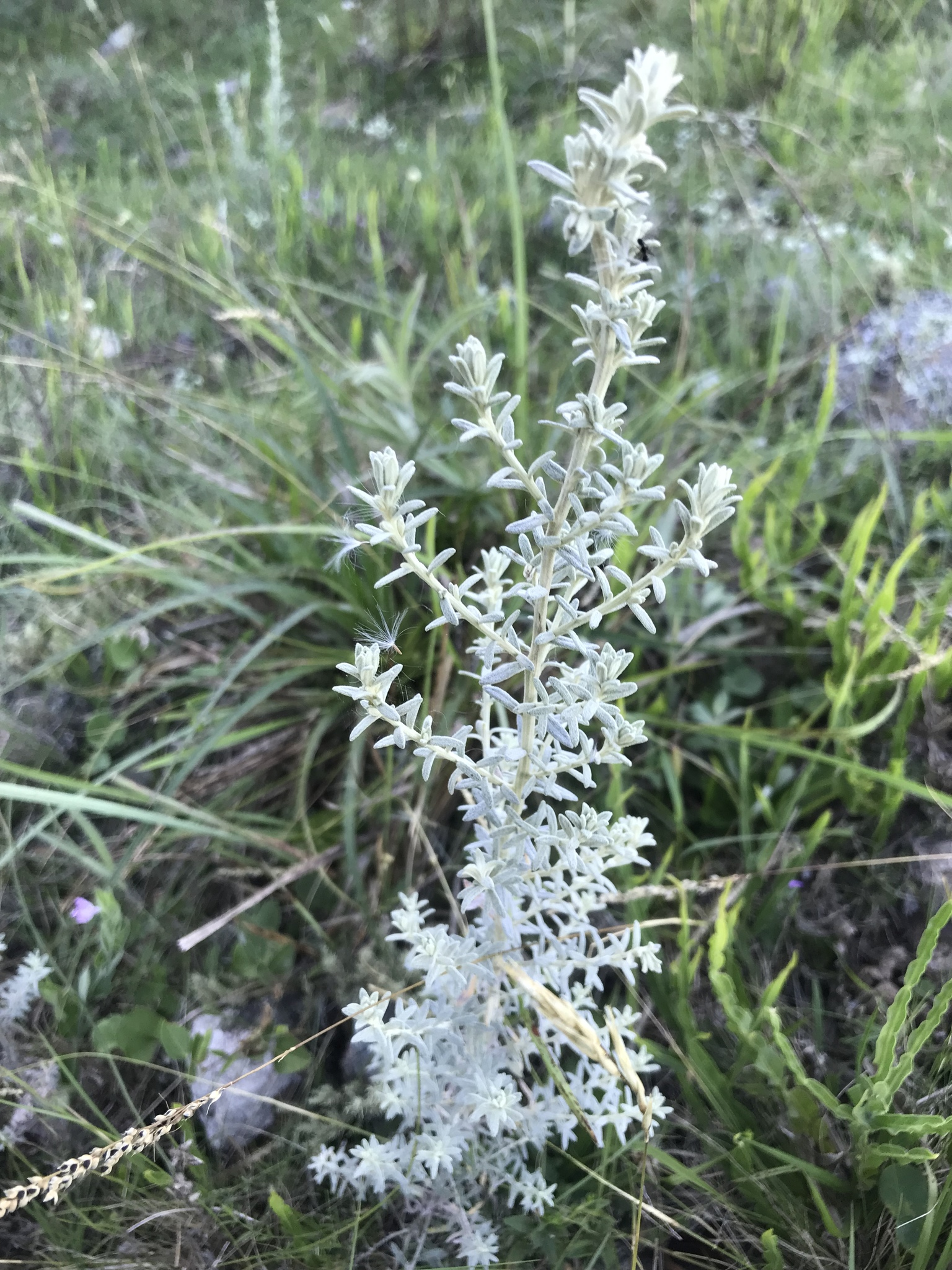
Baccharis ochracea
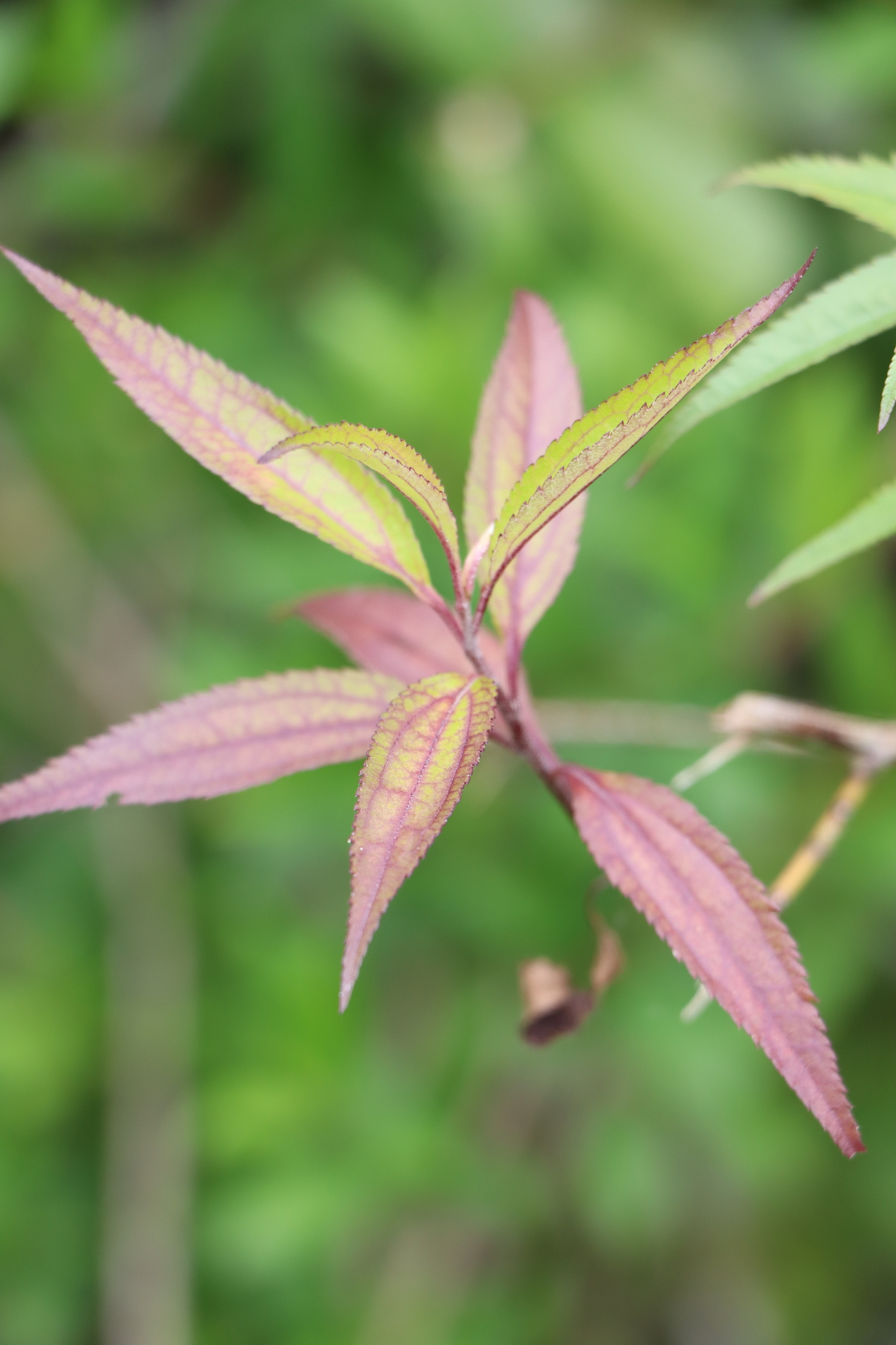
Baccharis oxyodonta

## P
- Baccharis pachycephala Hieron.
- Baccharis padifolia Hieron.
- Baccharis palmeri Greenm.
- Baccharis palustris Heering
- Baccharis pampeana A.S.Oliveira, Deble & Marchiori
- Baccharis paniculata DC.
- Baccharis papillosa Rusby
- Baccharis paramicola Cuatrec.
- Baccharis paranensis Heering & Dusén
- Baccharis parvidentata Malag.
- Baccharis parvifolia DC.
- Baccharis patagonica Hook. & Arn.
- Baccharis patens Baker
- Baccharis paucicostata Joch.Müll. & Giuliano
- Baccharis pauciflosculosa DC.
- Baccharis pedersenii Cabrera
- Baccharis pedunculata (Mill.) Cabrera
- Baccharis pellucida Hieron.
- Baccharis penningtonii Heering
- Baccharis pentaptera (Less.) DC.
- Baccharis pentlandii DC.
- Baccharis pentodonta Malme
- Baccharis pentziifolia Sch.Bip. ex Griseb.
- Baccharis peruviana Cuatrec.
- Baccharis petraea Heering
- Baccharis petrophila R.E.Fr.
- Baccharis phylicifolia DC.
- Baccharis phylicoides Kunth
- Baccharis phyteuma Heering
- Baccharis phyteumoides DC.
- Baccharis pilcensis F.H.Hellw.
- Baccharis pilularis DC.
- Baccharis platypoda DC.
- Baccharis plummerae A.Gray
- Baccharis pluricapitulata (Deble) G.Heiden
- Baccharis poeppigiana DC.
- Baccharis pohlii (Baker) Deble & A.S.Oliveira
- Baccharis polifolia Griseb.
- Baccharis polygama Ariza
- Baccharis polygona Baker
- Baccharis polyphylla Gardner
- Baccharis potosiensis H.Rob.
- Baccharis potrerillana (Ariza) G.Heiden
- Baccharis praetermissa G.L.Nesom
- Baccharis prunifolia Kunth
- Baccharis psammophila Malme
- Baccharis pseudoalpestris Malag.
- Baccharis pseudomyriocephala Malag.
- Baccharis pseudotenuifolia Malag.
- Baccharis pseudovaccinioides Malag.
- Baccharis pseudovillosa Malag. & Vidal
- Baccharis psiadioides (Less.) Joch.Müll.
- Baccharis ptarmicifolia DC.
- Baccharis pteronioides DC.
- Baccharis pulchella Sch.Bip. ex Griseb.
- Baccharis pululahuensis Hieron.
- Baccharis pumila Joch.Müll.
- Baccharis punctulata DC.
- Baccharis pycnantha Phil.
- Baccharis pycnocephala (F.H.Hellw.) G.Heiden

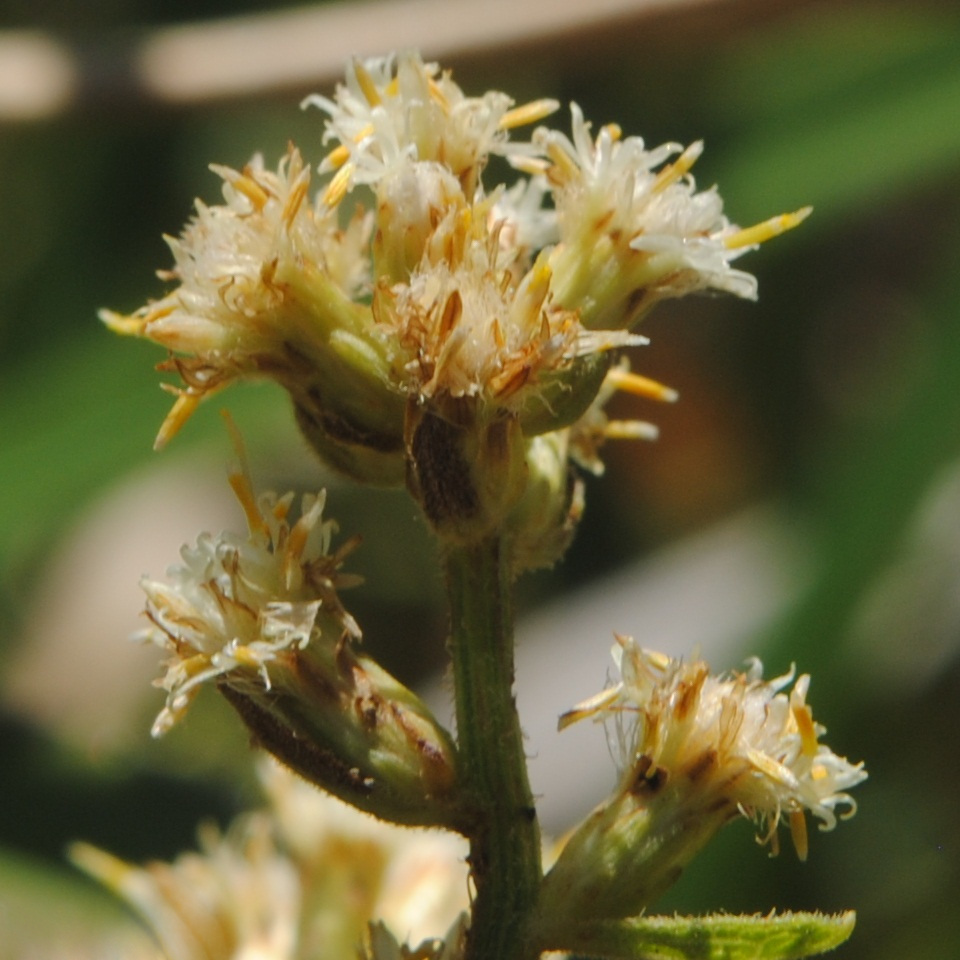
Baccharis palustris
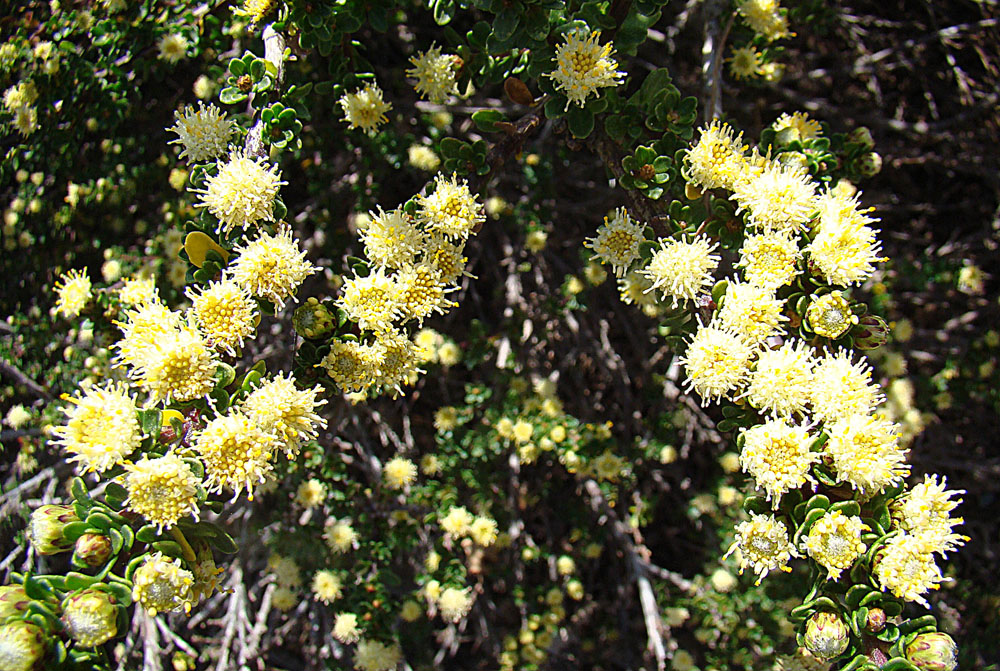
Baccharis patagonica
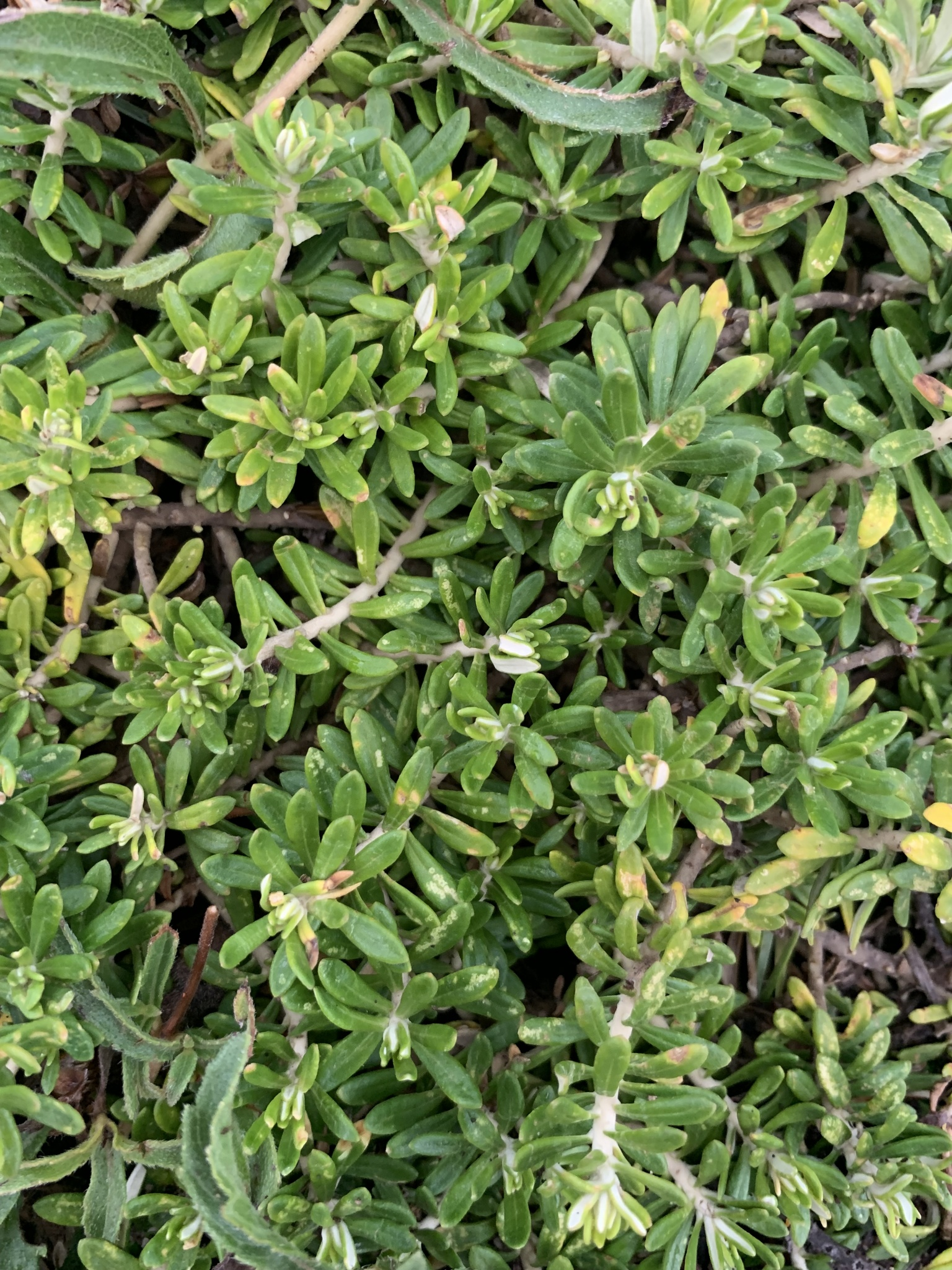
Baccharis patens
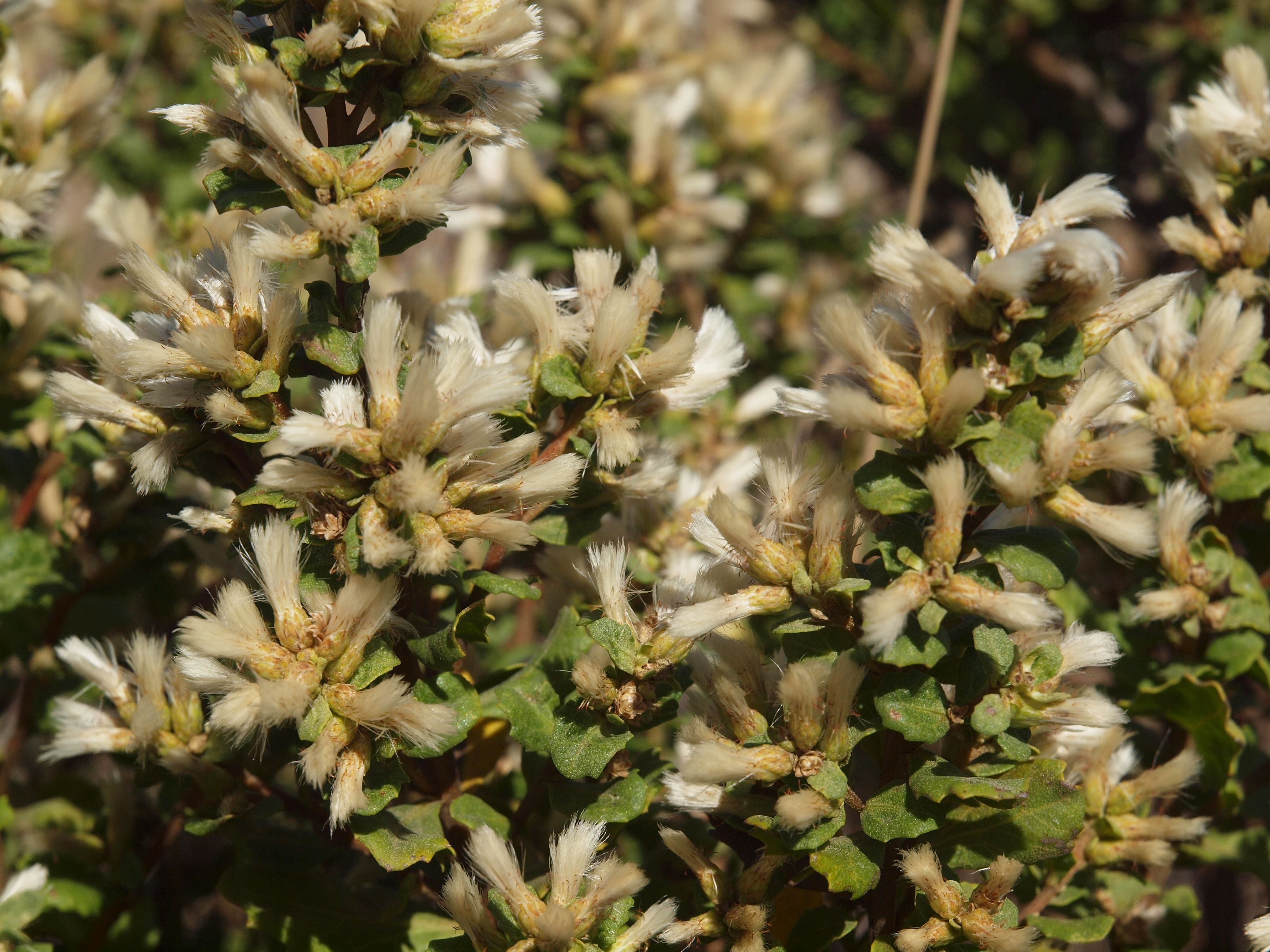
Baccharis pilularis
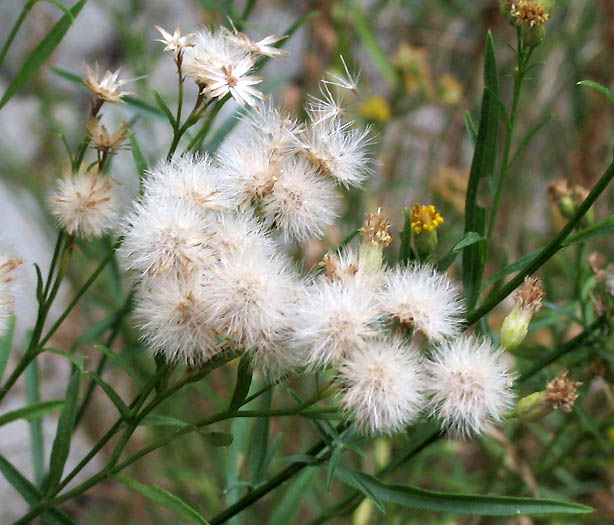
Baccharis plummerae
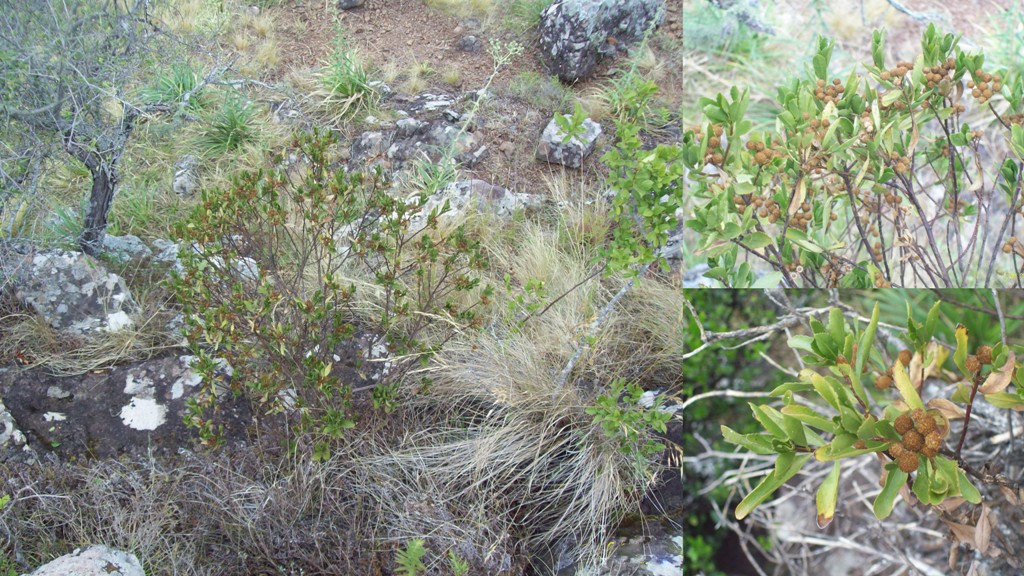
Baccharis psiadioides
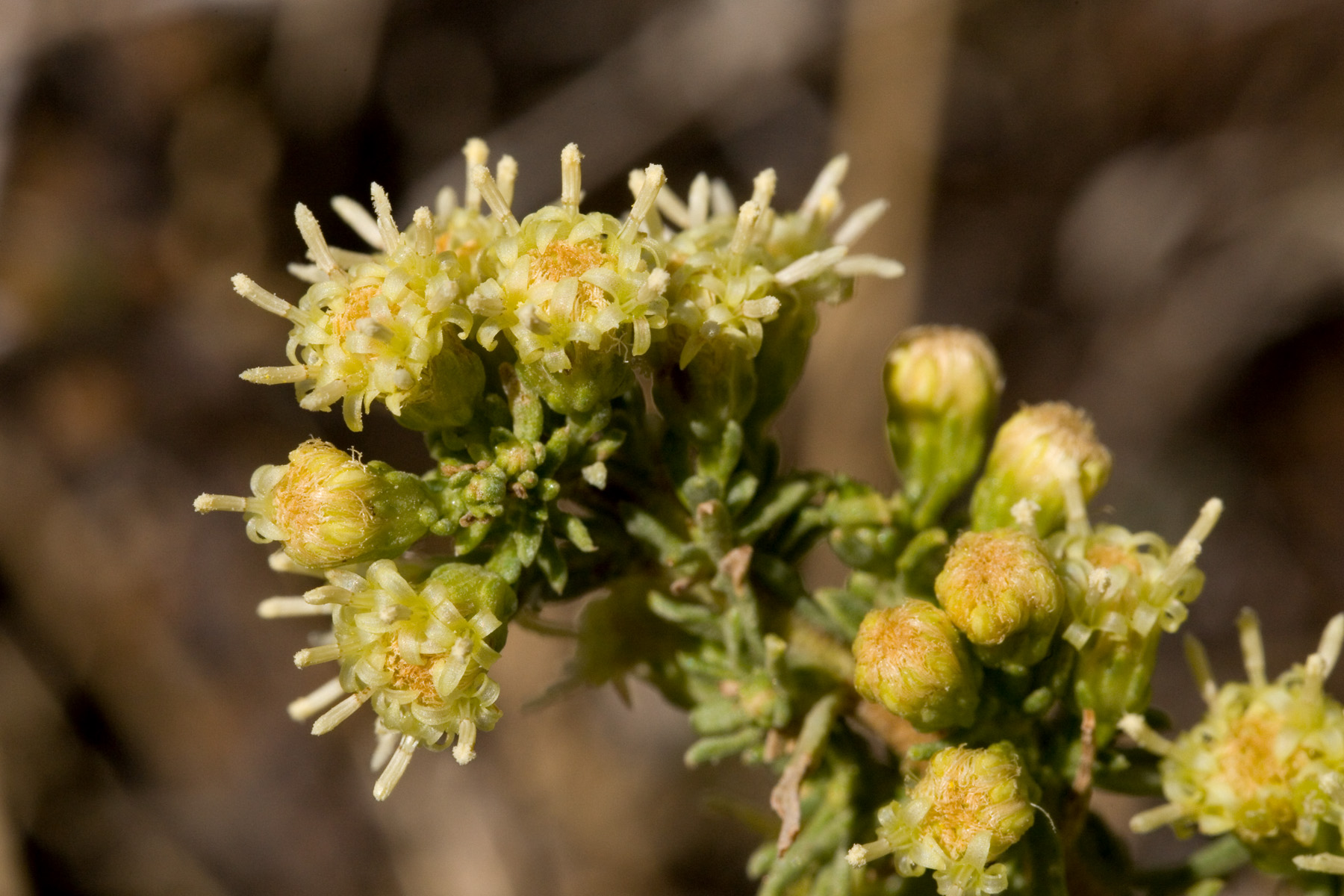
Baccharis pteronioides
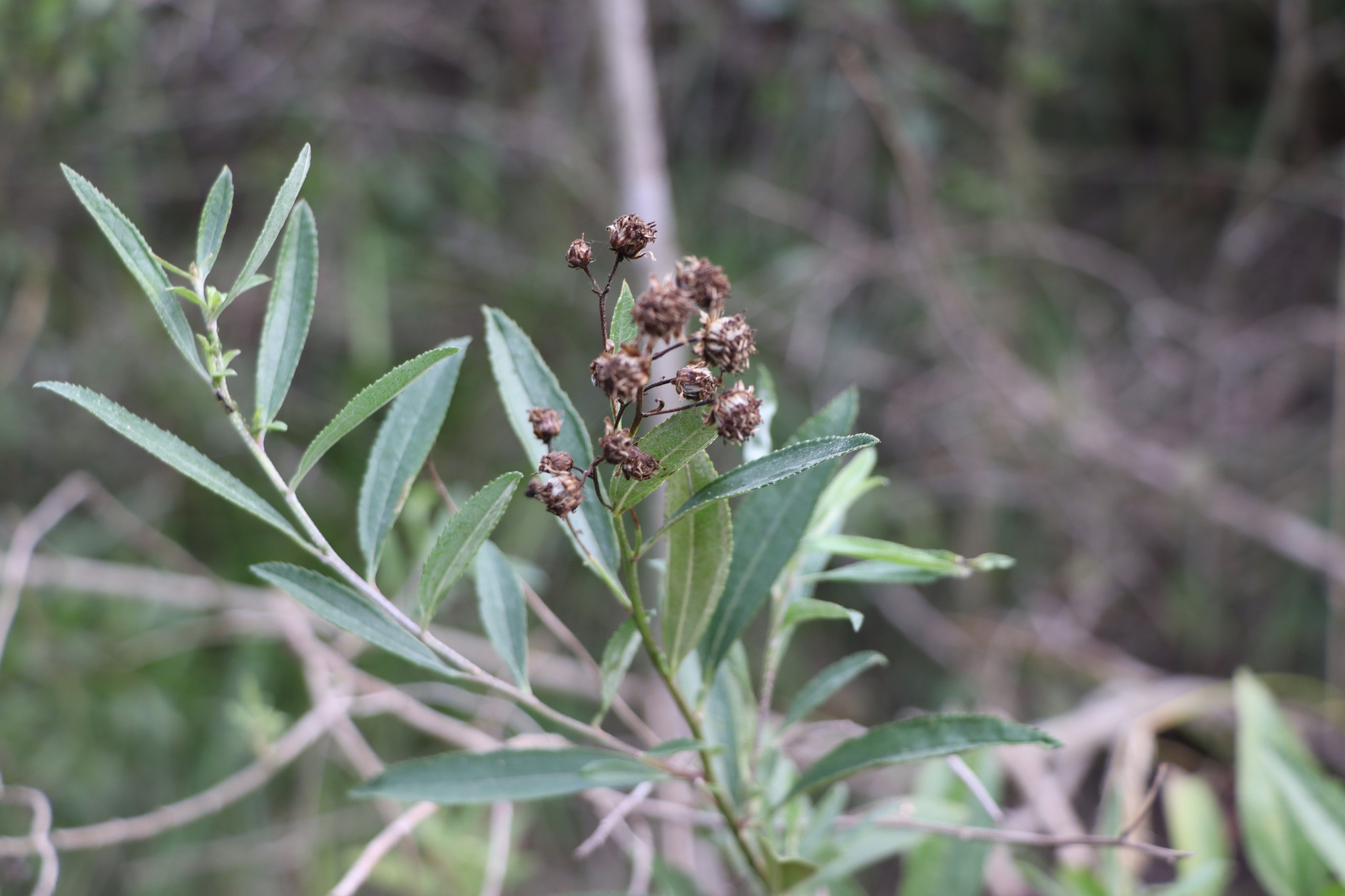
Baccharis punctulata

## Q
- Baccharis quitensis Kunth

## R
- Baccharis racemosa (Ruiz & Pav.) DC.
- Baccharis ramboi G.Heiden & Macias
- Baccharis ramiflora A.Gray
- Baccharis raulii S.Díaz & Cuatrec.
- Baccharis rectialata Valt., Bonif., G.Heiden & Marchesi
- Baccharis regnellii Sch.Bip.
- Baccharis reticularia DC.
- Baccharis reticularioides Deble & A.S.Oliveira
- Baccharis retusa DC.
- Baccharis revoluta Kunth
- Baccharis rhomboidalis J.Rémy
- Baccharis riograndensis Malag. & J.Vidal
- Baccharis rivularis Gardner
- Baccharis rodriguezii Ariza
- Baccharis rufescens Spreng.
- Baccharis rufidula (Spreng.) Joch.Müll.
- Baccharis rupicola Kunth

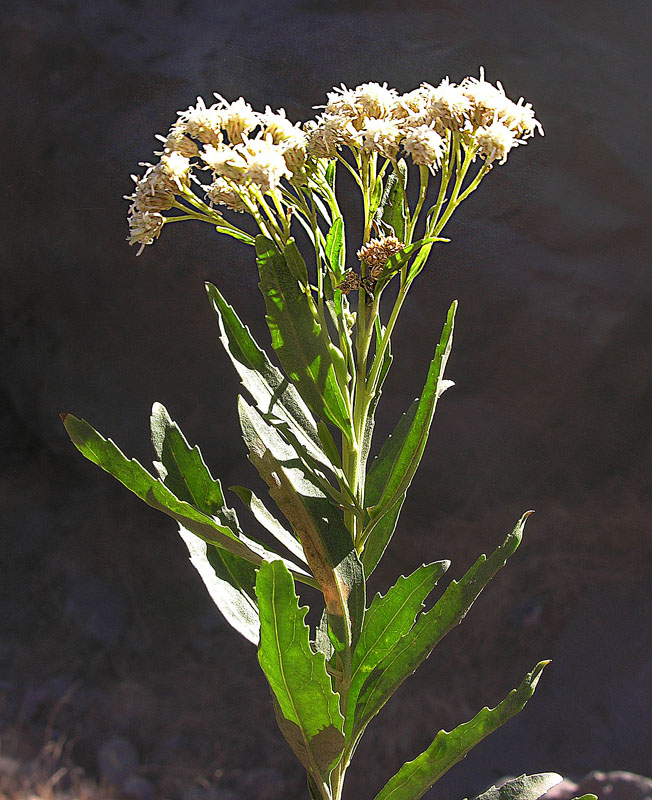
Baccharis racemosa
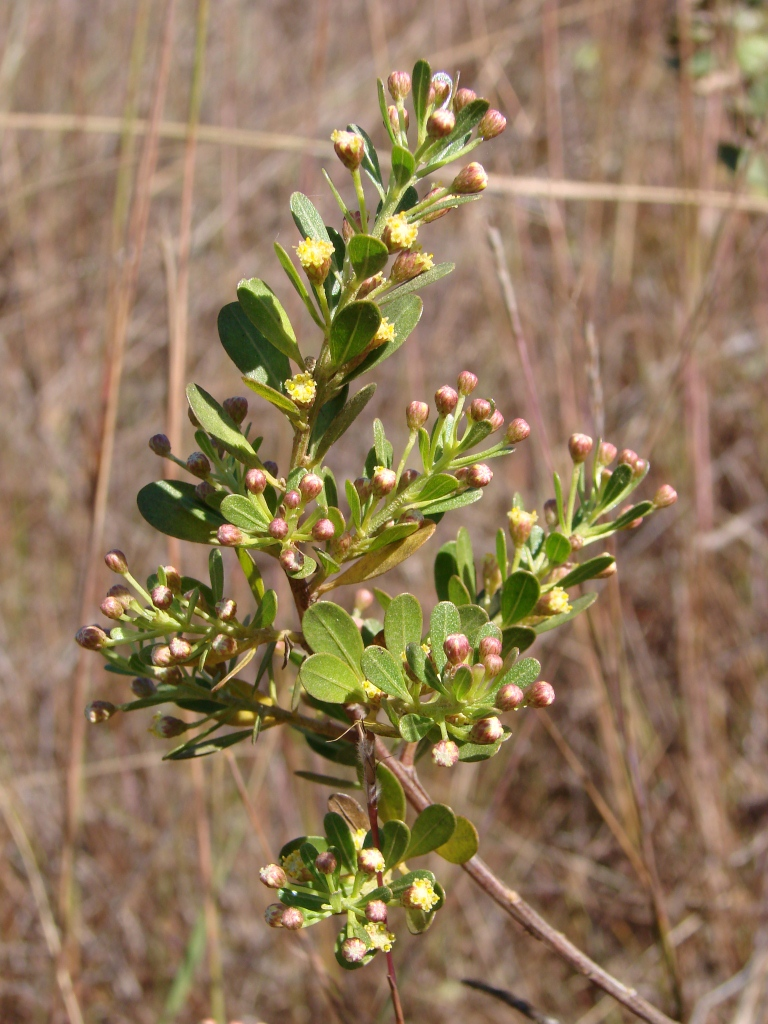
Baccharis reticularia
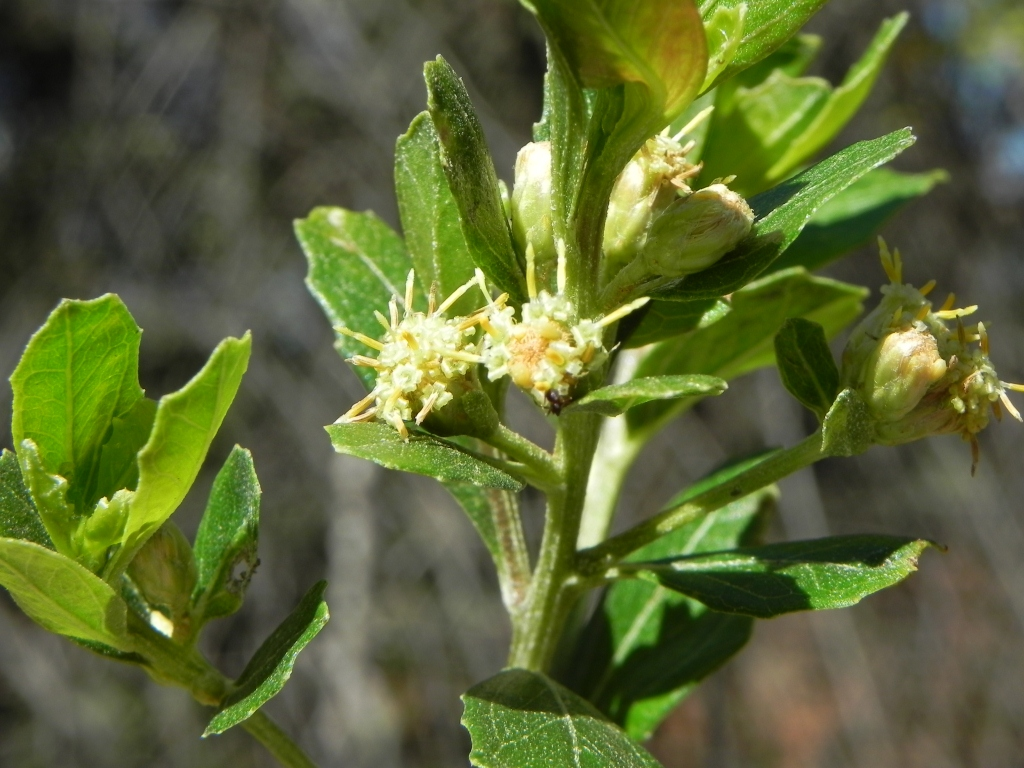
Baccharis retusa
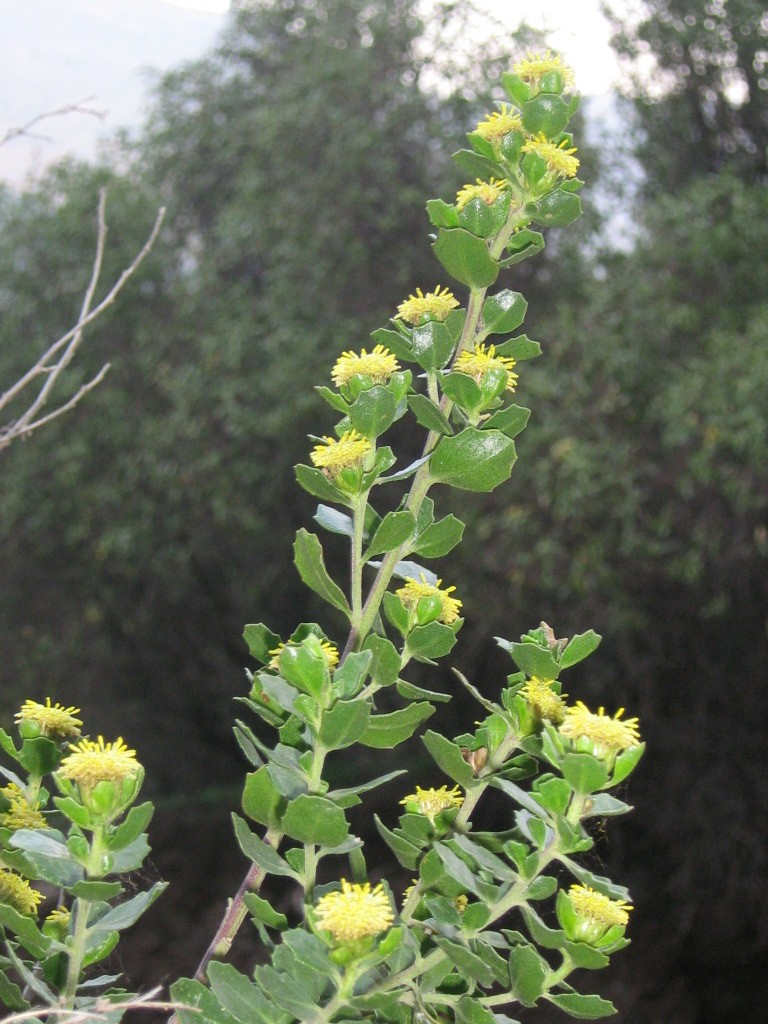
Baccharis rhomboidalis

## S
- Baccharis sagittalis  (Less.) DC.
- Baccharis salicifolia  (Ruiz & Pav.) Pers.
- Baccharis salicina  Torr. & A.Gray
- Baccharis saliens  Rusby
- Baccharis samensis  Joch.Müll.
- Baccharis santelicis  Phil.
- Baccharis sarothroides  A.Gray
- Baccharis scabra  Pers.
- Baccharis scabrifolia  G.Heiden
- Baccharis scandens  Pers.
- Baccharis schomburgkii  Baker
- Baccharis scoparia  Sw.
- Baccharis scoparioides  Griseb.
- Baccharis scopulorum  A.A.Schneid. & G.Heiden
- Baccharis selloi  Baker
- Baccharis sergiloides  A.Gray
- Baccharis serranoi  H.Rob.
- Baccharis serrifolia  DC.
- Baccharis serrula  Sch.Bip. ex Baker
- Baccharis serrulata  Pers.
- Baccharis sessiliflora  Vahl
- Baccharis sessilifolia  (Less.) DC.
- Baccharis shaferi  Britton
- Baccharis simplex  G.Heiden
- Baccharis singularis  (Vell.) G.M.Barroso
- Baccharis sinuata  Kunth
- Baccharis sordescens  DC.
- Baccharis sphaerocephala  Hook. & Arn.
- Baccharis sphagnophila  A.A.Schneid. & G.Heiden
- Baccharis spicata  (Lam.) Baill.
- Baccharis squarrosa  Kunth
- Baccharis steetzii  Andersson
- Baccharis stenocephala  Baker
- Baccharis stenophylla  Ariza
- Baccharis stuebelii  Hieron.
- Baccharis stylosa  Gardner
- Baccharis subalata  Wedd.
- Baccharis subbimera  Hieron.
- Baccharis subdentata  DC.
- Baccharis suberectifolia  A.S.Oliveira & Deble
- Baccharis subopposita  DC.
- Baccharis subtropicalis  G.Heiden
- Baccharis sulcata  DC.
- Baccharis supplex  G.L.Nesom

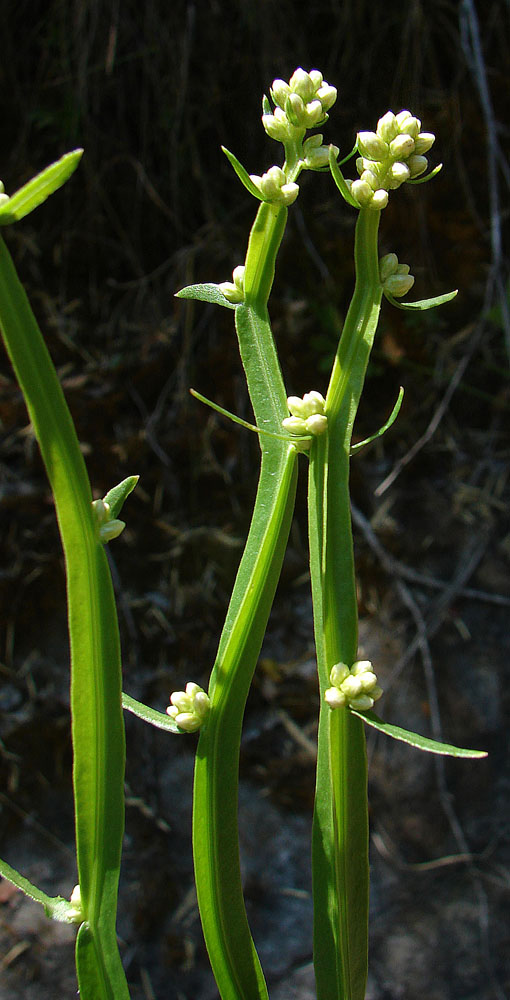
Baccharis sagittalis
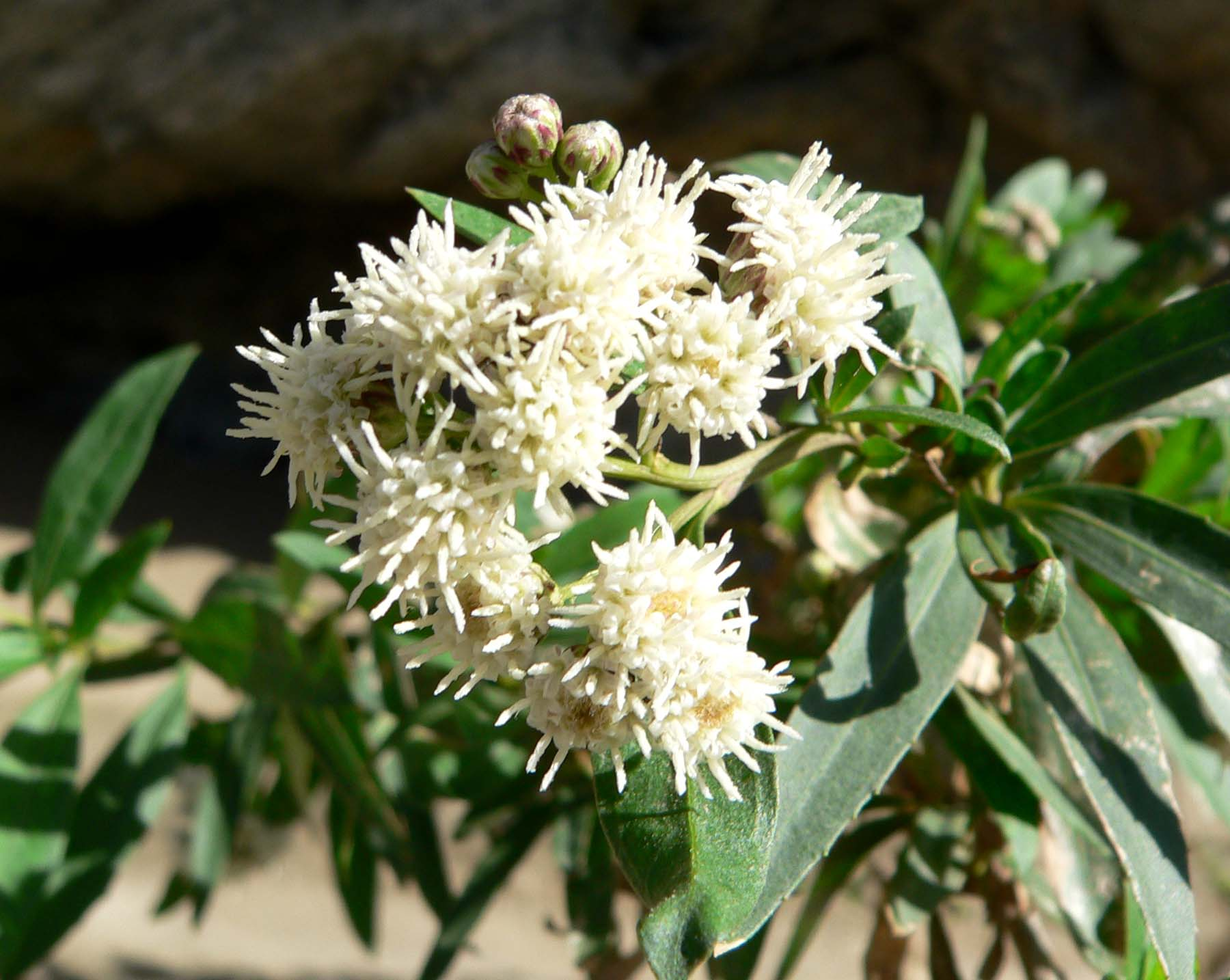
Baccharis salicifolia
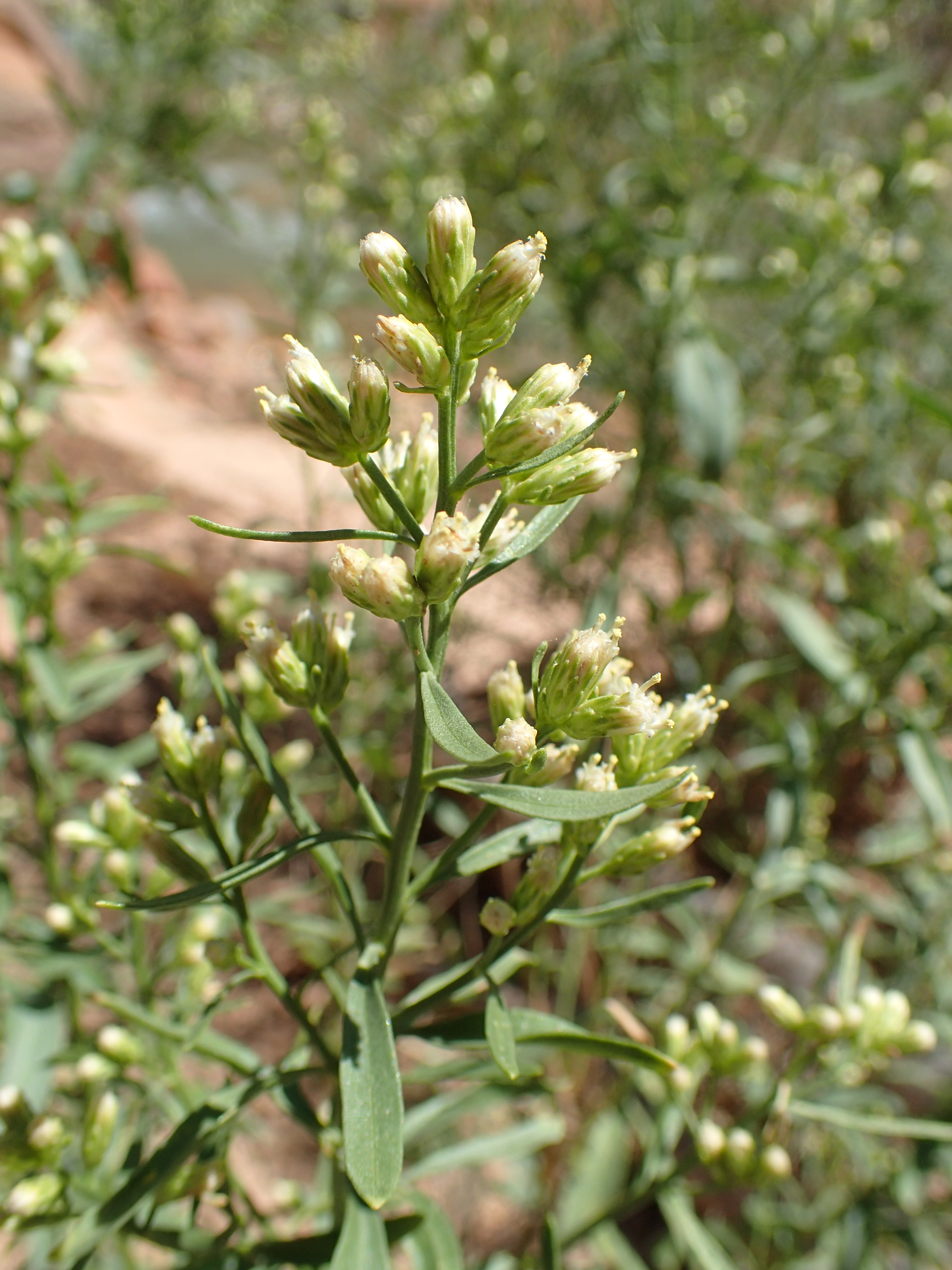
Baccharis salicina
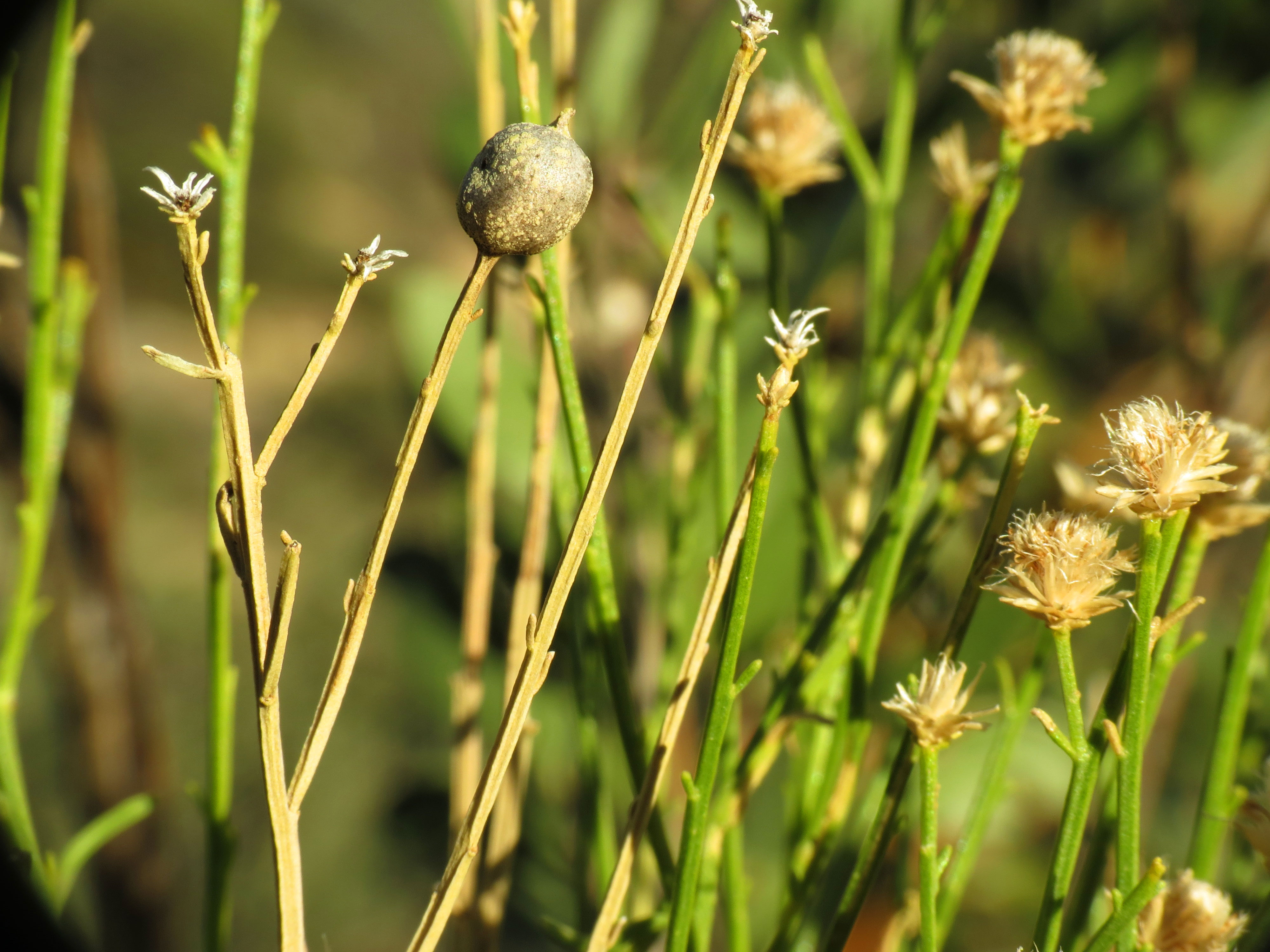
Baccharis sarothroides
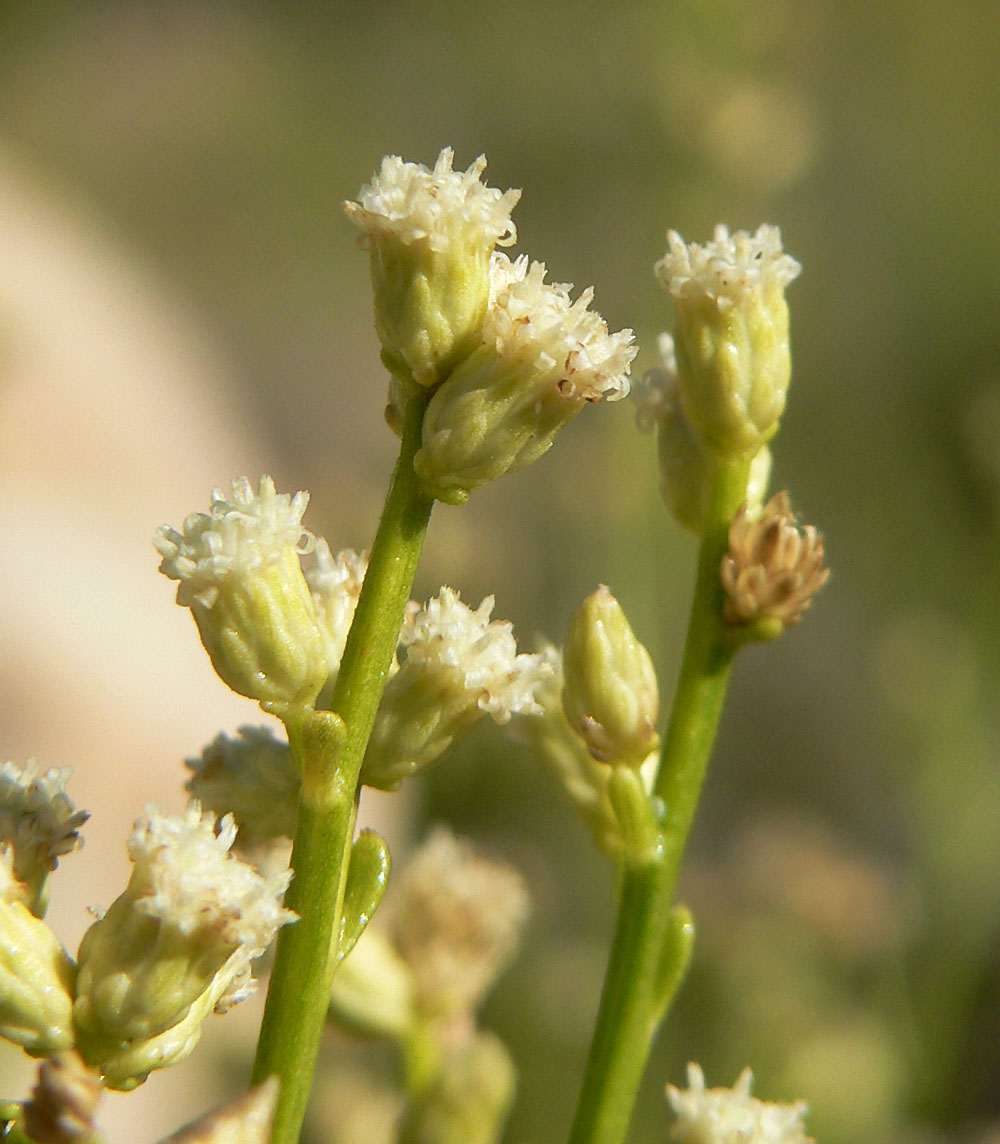
Baccharis sergiloides
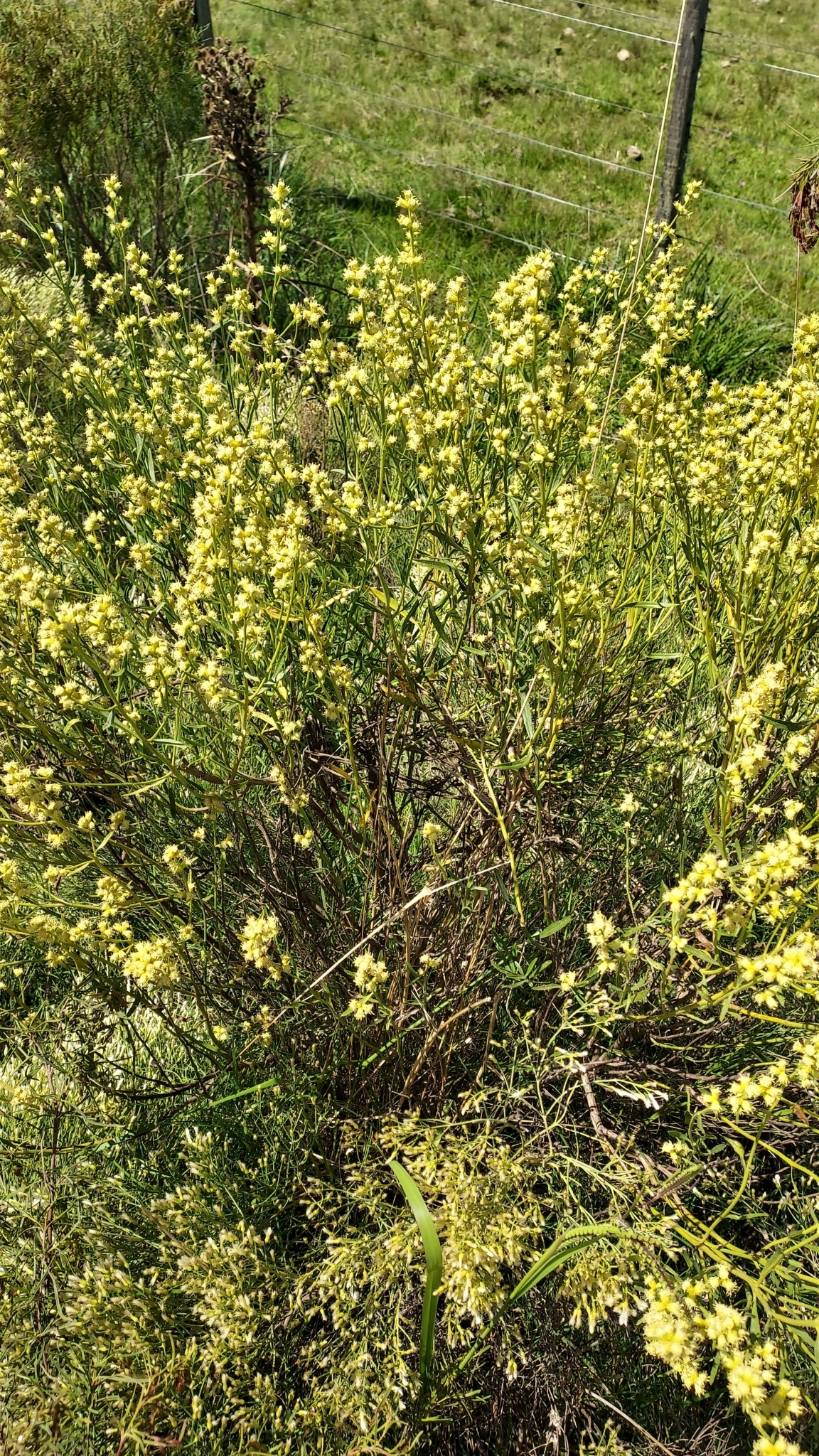
Baccharis spicata

## T
- Baccharis taltalensis  I.M.Johnst.
- Baccharis tarchonanthoides  DC.
- Baccharis tarmensis  Cuatrec.
- Baccharis teindalensis  Kunth
- Baccharis tenuicapitulata  Joch.Müll.
- Baccharis tenuiptera  Deble
- Baccharis texana  A.Gray
- Baccharis thesioides  Kunth
- Baccharis thymifolia  Hook. & Arn.
- Baccharis tola  Phil.
- Baccharis tomentosa  Pers.
- Baccharis torricoi  Joch.Müll.
- Baccharis triangularis  Hauman
- Baccharis tricuneata  (L.f.) Pers.
- Baccharis tridentata  Vahl
- Baccharis trilobata  A.S.Oliveira & Marchiori
- Baccharis trimera  (Less.) DC.
- Baccharis trimeroides  Malme
- Baccharis trinervis  Pers.
- Baccharis trineura  Soria & Zardini
- Baccharis truncata  Gardner
- Baccharis tucumanensis  Hook. & Arn.

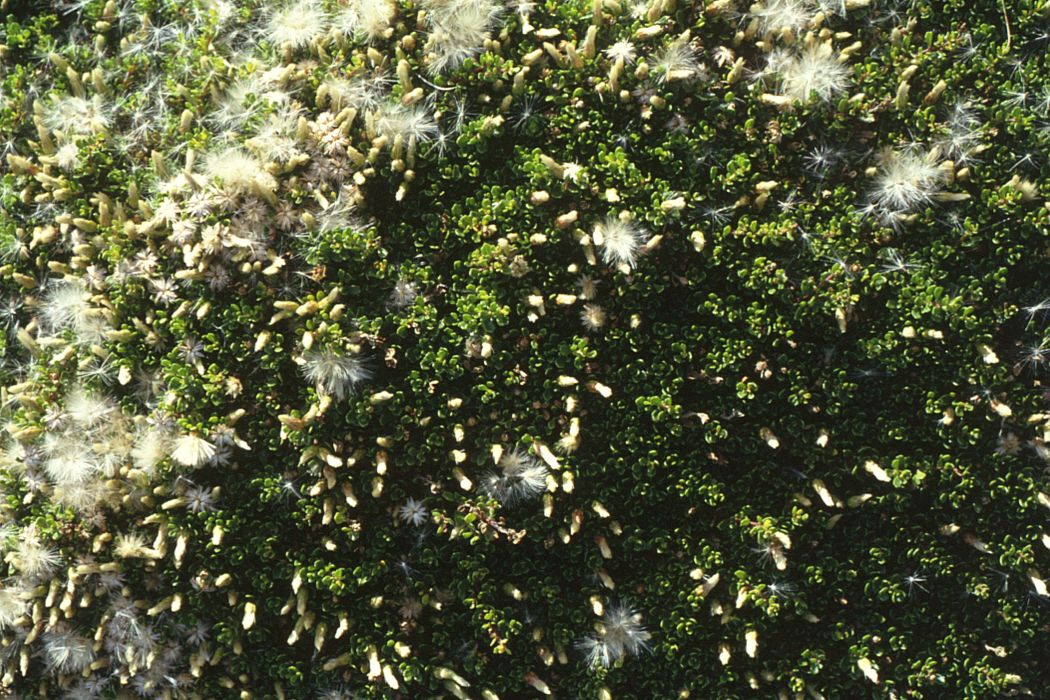
Baccharis tricuneata
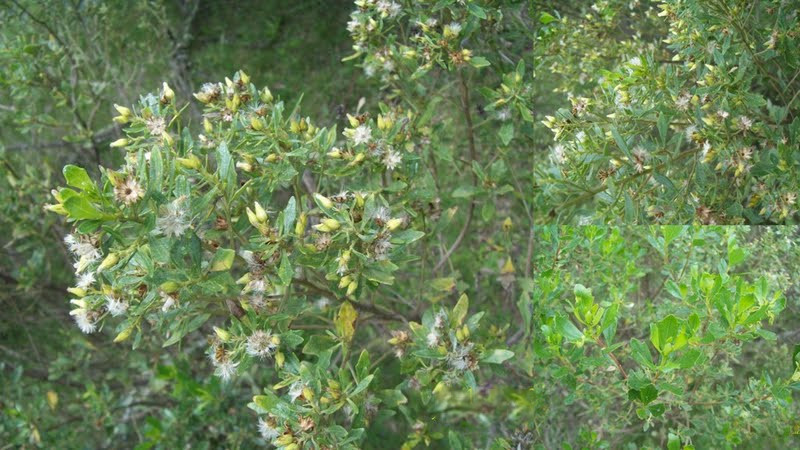
Baccharis tridentata
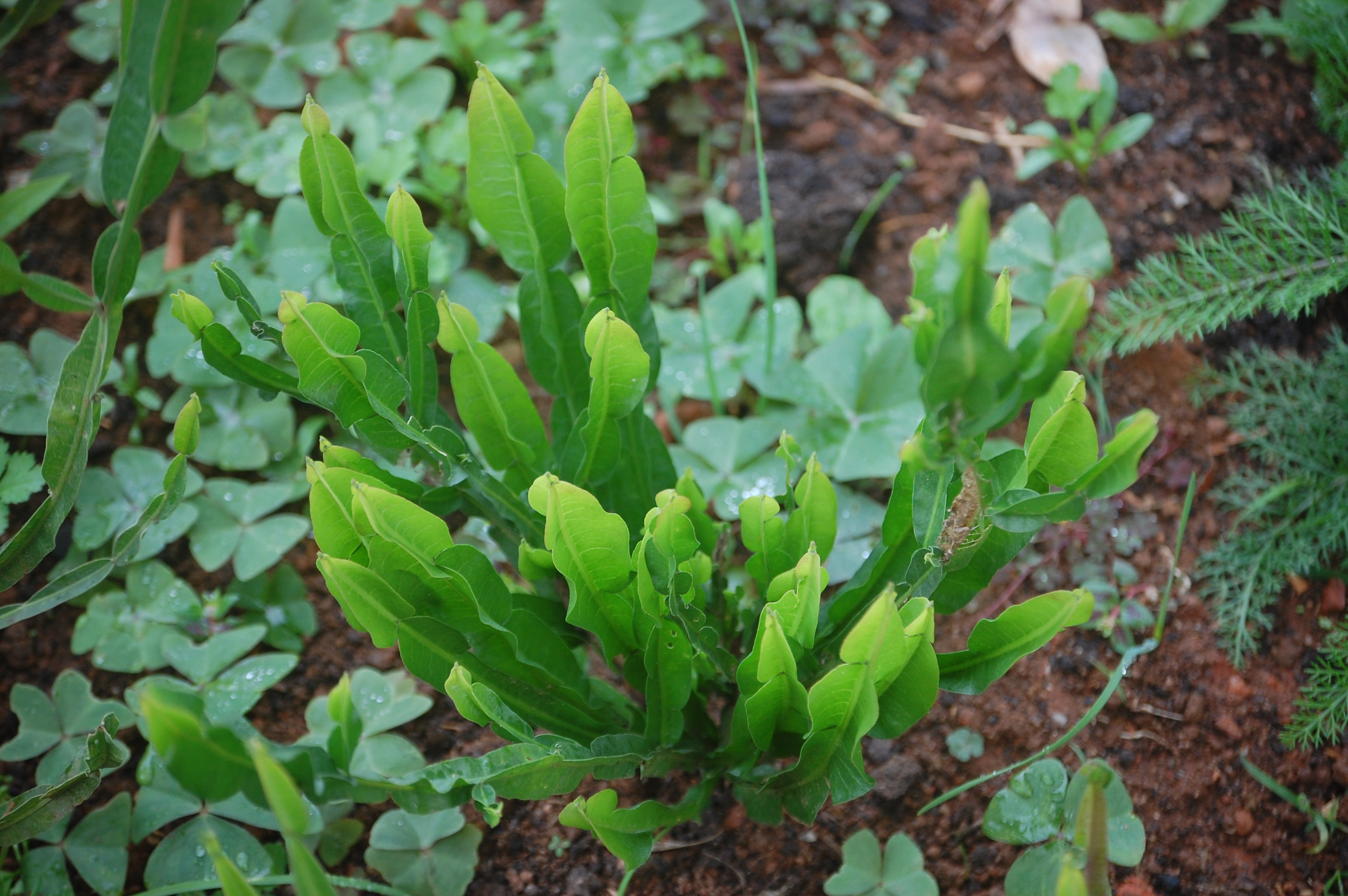
Baccharis trimera
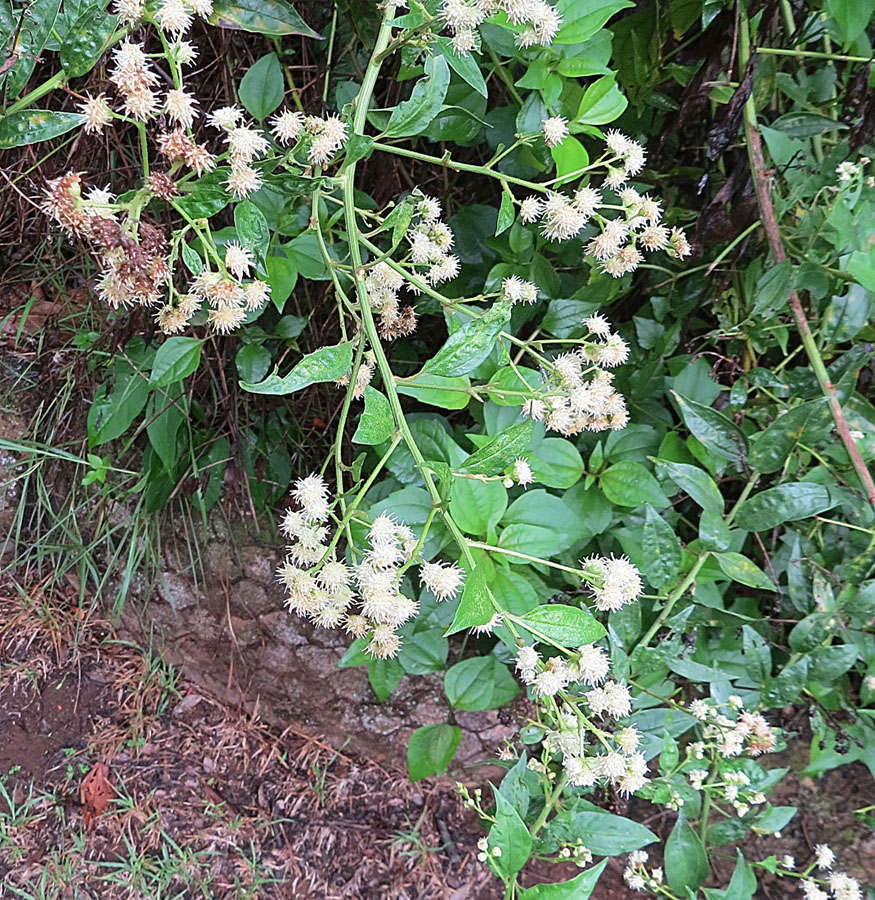
Baccharis trinervis

## U
- Baccharis uleana  Malag.
- Baccharis ulicina  Hook. & Arn.
- Baccharis umbellata  G.Heiden & Ribas
- Baccharis uncinella  DC.
- Baccharis uniflora  Pers.
- Baccharis usterii  Heering

## V
- Baccharis vacciniifolia  Cuatrec.
- Baccharis vaccinoides  Kunth
- Baccharis vanessae  R.M.Beauch.
- Baccharis vargasii  (Joch.Müll.) G.Heiden
- Baccharis variabiliflora  Deble & A.S.Oliveira
- Baccharis varians  Gardner
- Baccharis venulosoides  Malag.
- Baccharis vernalis  F.H.Hellw.
- Baccharis vernicosa  Hook. & Arn.
- Baccharis vincifolia  Baker
- Baccharis viscosissima  (Kuntze) G.Heiden
- Baccharis vismioides  DC.
- Baccharis vitis-idaea  Oliv.
- Baccharis volubilis  Kunth

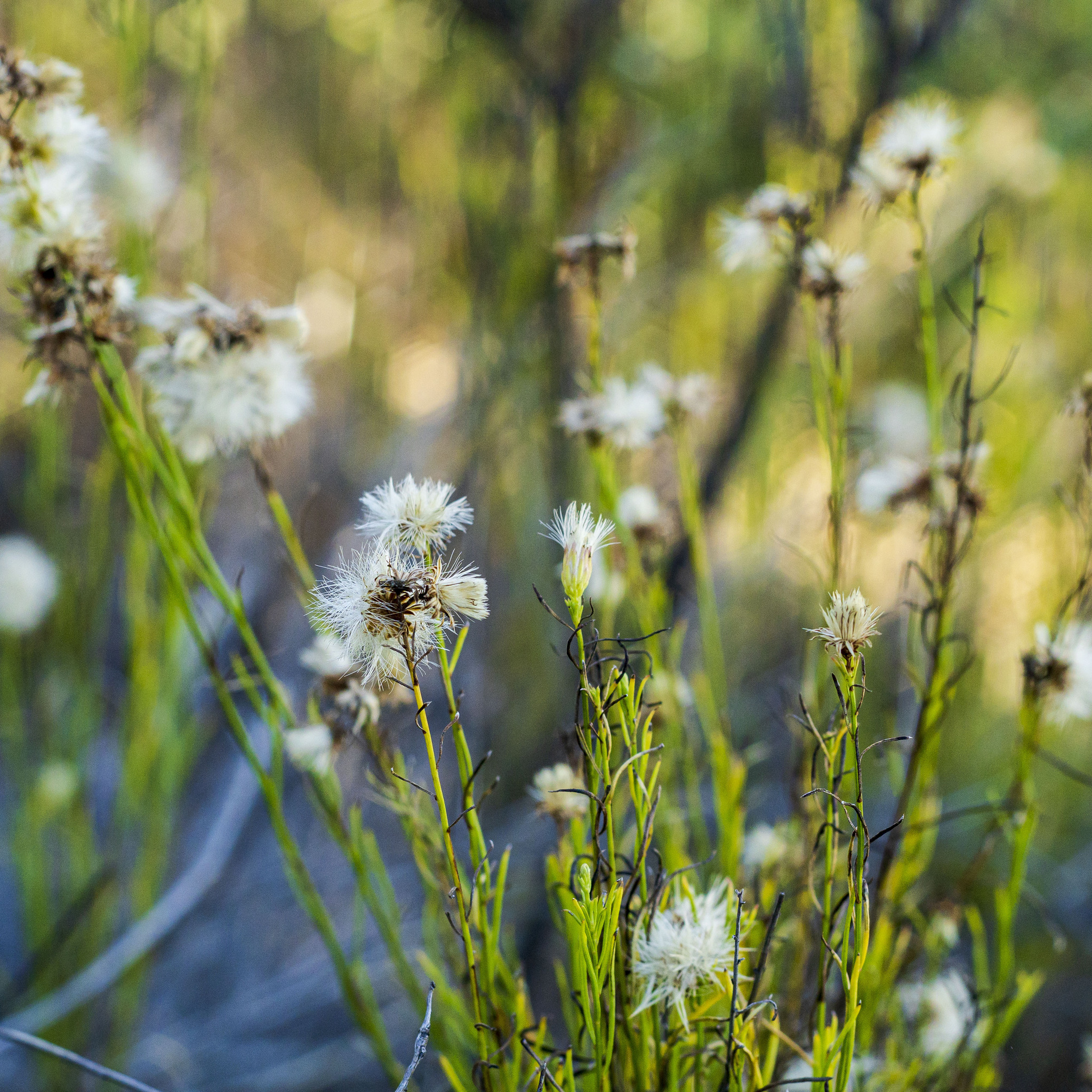
Baccharis vanessae

## W
- Baccharis wagenitzii  (F.H.Hellw.) Joch.Müll.
- Baccharis woodii  Joch.Müll.
- Baccharis woytkowskii  Joch.Müll.
- Baccharis wrightii  A.Gray
- Baccharis wurdackeana  Malag.

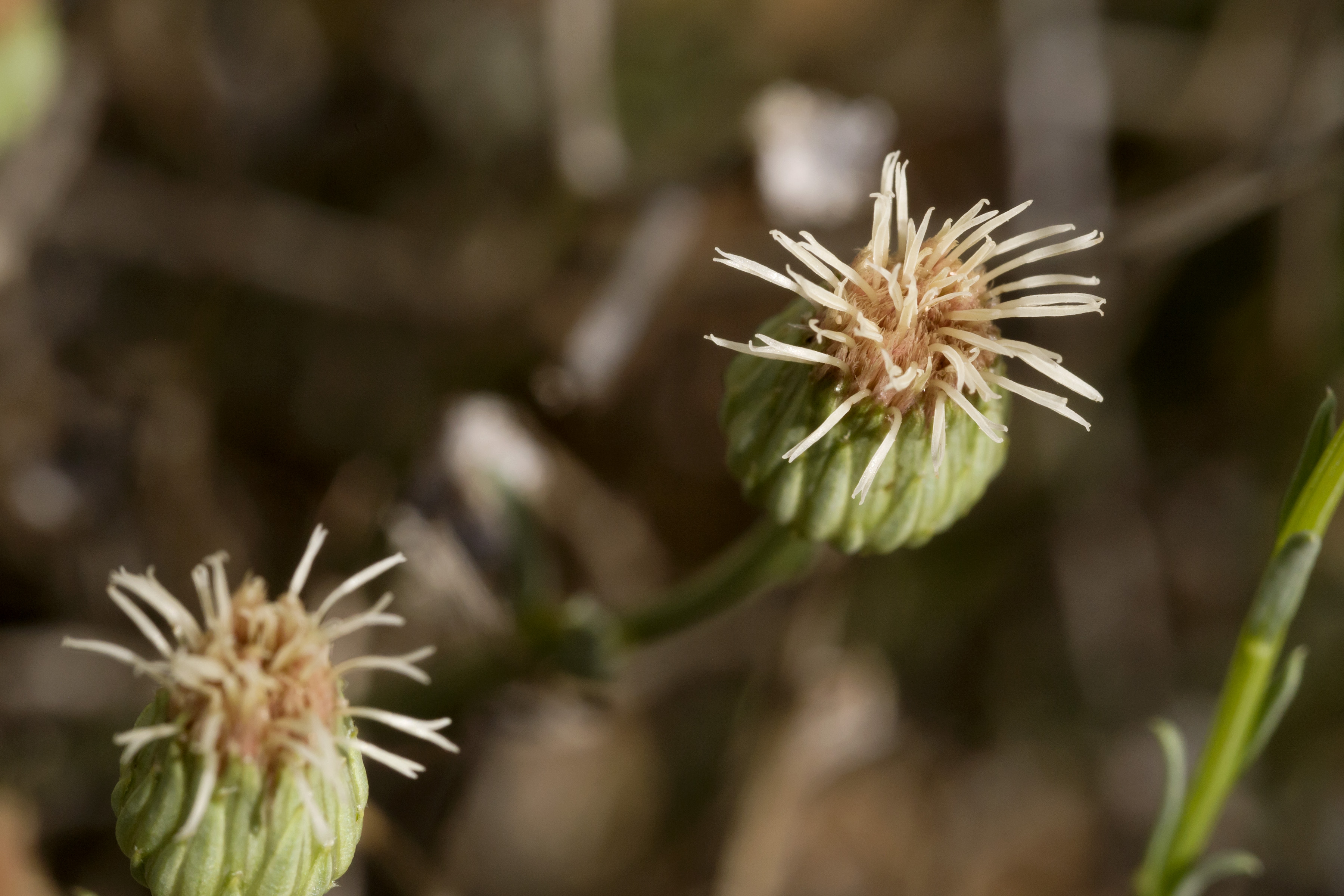
Baccharis wrightii

## X
- Baccharis xiphophylla  Baker

## Y
- Baccharis yungensis  (Joch.Müll.) G.Heiden

## Z
- Baccharis zamoranensis  Rzed.
- Baccharis zamudiorum  Rzed.
- Baccharis zoellneri  F.H.Hellw.
- Baccharis zongoensis  Joch.Müll.
- Baccharis zumbadorensis  V.M.